# Liste von Kirchenliederdichtern
Dies ist eine alphabetische Liste von Dichtern von Kirchenliedern, die in den aktuellen deutschsprachigen Gesangbüchern der Kirchen veröffentlicht sind (auch von Liedern in lateinischer Sprache). In Deutschland sind dies religiöse Körperschaften des öffentlichen Rechtes. (Stand: Juni 2009)

## Gesangbücher
Zu den relevanten Gesangbüchern zählen:
- EG – Evangelisches Gesangbuch (1993) (Stammausgabe, bis Nr. 535)
  - EG/BEP – Regionalteil Baden, Elsass und Lothringen, Pfalz
  - EG/BT – Regionalteil Bayern, Thüringen
  - EG/HE – Regionalteil Hessen-Nassau, Kurhessen-Waldeck
  - EG/Me – Ergänzungsteil Mecklenburg
  - EG/NB – Regionalteil Niedersachsen, Bremen
  - EG/NEK – Regionalteil Nordelbien
  - EG/Öst – Regionalteil Österreich
  - EG/West – Regionalteil Rheinland, Westfalen, Lippe, Reformierte Kirche
  - EG/Wü – Regionalteil Württemberg
- EKG – Evangelisches Kirchengesangbuch (1950) (Stammteil bis Nr. 394)
  - EKG/N – Regionalteil Niedersachsen
  - EKG/West – Regionalteil Rheinland, Westfalen, Lippe, Reformierte Kirche Nordwestdeutschland
- ELKG – Evangelisch-Lutherisches Kirchengesangbuch (1987)
- EM – Gesangbuch der Evangelisch-methodistischen Kirche
- FL – Feiern & Loben, Neue Gemeindelieder, Gemeindelieder – Gesangbücher des Bundes Freier evangelischer Gemeinden in Deutschland und des Bundes Evangelisch-Freikirchlicher Gemeinden
- GEKDS – Gesangbuch der Evangelisch-reformierten Kirchen der deutschsprachigen Schweiz (1998)
- GNK – Gesangbuch der Neuapostolischen Kirche
- GL – Gotteslob (1975)
- GL neu – Gotteslob (Advent 2013)
- GL/BA – Regionalteil Erzbistum Bamberg
- GL/K – Diözesananhang für das Erzbistum Köln
- GlSt – Glaubensstimme für Gemeinde und Haus (ab 1950) – Gesangbuch des Bundes Evangelisch-Freikirchlicher Gemeinden in Deutschland (Baptisten)
- MG – Mennonitisches Gesangbuch
- STA – Wir loben Gott, Zionslieder, Leben aus der Quelle – Siebenten-Tags-Adventisten

Weiter sind solche christliche Gesangbücher erfasst, welche in einer anerkannten Gesangbuchsammlung aufgeführt sind, wie etwa:
- Hermann Schüling: Katalog einer Sammlung von Gesang- und Gebetbüchern (= Berichte und Arbeiten aus der Universitätsbibliothek und dem Universitätsarchiv Gießen; 44/1992). Universitätsbibliothek, Gießen 1992 (Digitalisat) – regional und sachlich gegliederter Katalog mit über 5000 Titeln
- Alexander Völker: Gesangbuch. In: Theologische Realenzyklopädie 12 (1984), S. 547–565 (Überblick mit weiterer Literatur)
- Verzeichnis protestantischer deutschsprachiger Gesangbücher
- Gesangbücher in Württemberg 1524–2002, Datenbank (Memento vom 9. November 2005 im Internet Archive)

Hierher können auch Dichter der neuen Geistlichen Lieder gehören, die sich in der Liste von Autoren Neuer Geistlicher Lieder befinden.
Die meisten evangelischen Gesangbücher enthalten auch einen Anhang mit biographischen Kurzinformationen zu den Dichtern der Lieder.

## Namensliste

### A
- Otto Abel (1905–1977) Hört der Engel helle Lieder (Text/Übertragung aus dem Französischen) (EG 54, MG 258)
- Richard Abramowski (1862–1932) Das Feld ist weiß (EG 513, EKG 382)
- Gottlob Adolph (1685–1745) Mein Herz, ach denk an deine Buße, da noch des Hirten Stimme lockt!
- Johannes Agricola (1494–1566) Ich ruf zu dir, Herr Jesu Christ (EG 343, EKG 244)
- Erasmus Alber (um 1500–1553) Christe, du bist der helle Tag (EG 469, EKG 354), Ihr lieben Christen, freut euch nun (EG 6, ELKG 3, GL 229), Mein Seel, o Herr, muss loben dich (EG 308), Nun freuet euch, Gottes Kinder all (EG/NEK 554), Steht auf, ihr lieben Kinderlein (EG 442), Wir danken Gott für seine Gaben (EG 458)
- Heinrich Albert (1604–1651) Gott des Himmels und der Erden (EG 445, EKG 345, MG 206)
- Johann Georg Albini (1624–1679) Alle Menschen müssen sterben (EKG 329)
- Albrecht von Preußen (1490–1568) Was mein Gott will, gescheh allzeit (EG 364, EKG 280)
- Alois Albrecht (1936–2022) Gelobt sei Jesus Christus (GL/BA 880), Kommt her, ihr Wesen, die Gott schuf (GL/BA 966), Kommt herbei, die ihr im Himmel (GL/BA 968), O heiligster der Namen all (GL/BA 971), Kommt und laßt uns singen (GL/BA 974), Hoch klingen die Lieder (GL/BA 975), Gepriesen bist du, herrlicher Gott, für Heinrich, dem heiligen Herrscher (GL/BA 978), Gott, dir sei gesungen (GL/BA 979), Das Wort, das unerschaffen ist (GL/BA 980), Am Fest der heilgen Kaiserin (GL/BA 981), Großes tut Gott, singt ihm Lob! (GL/BA 983), Gelobet seist du Herr! (GL/BA 984), Das Wort aus Gott, vor Ewigkeit (GL/BA 985), Laß dich rühmen, ewiger Gott (GL/BA 986), Komm, Herr, komm, du bist Gott (GL/BA 987), Gegrüßet seid ihr vierzehn Zeugen (GL/BA 988)
- Christian Wilhelm Alers (1737–1806)
- Johann Ludwig Konrad Allendorf (1693–1773) Dein Wort, o Herr, bringt uns zusammen (EG/BT 587), Jesus ist kommen, Grund ewiger Freude (EG 66, MG 277/278)
- Aurelius Ambrosius (um 340–397) Nun komm, der Heiden Heiland (Veni redemptor gentium) (EG 4, GL 108), Du Abglanz aller Herrlichkeiten (EG/BEP 669), Du Schöpfer aller Wesen (EG 485), Du starker Herrscher, wahrer Gott (lateinische Textvorlage der Strophen 1–2, früher Ambrosius zugeschrieben) (EG/BEP 784.2, EG/BT 663, EG/HE 784.2, EG/Me 536, EG/NEK 784.2, EG/Wü 780.2)
- Johann Valentin Andreae (1586–1654) Mit Freuden will ich singen in dieser Morgenstund (EG 663 in Baden-Württemberg)
- Angelus Silesius (Johann Scheffler) (1624–1677) Mir nach, spricht Christus, unser Held (GL 616)
- Hieronymus Annoni (1697–1770) Es segne uns der Herr (GEKDS 350), Hilf, A und O (GEKDS 549).
- Matthäus Apelt (Matthäus Apelles von Löwenstern) (1594–1648) Nun preiset alle Gottes Barmherzigkeit (EG 502)
- Wilhelm Erasmus Arends (1677–1721) Jesu, stärke deine Kinder (EG 164)
- Ernst Arfken (1925–2006) Vater unser, Vater im Himmel (EG 188)
- Ernst Moritz Arndt (1769–1860) Kommt her, ihr seid geladen (EG 213), Ich weiß, woran ich glaube (EG 357)
- Gottfried Arnold (1666–1714) O Durchbrecher aller Bande (EG 388)
- Johann Christoph Arnschwanger (1625–1696) Auf ihr Christen lasst uns singen
- Arnulf von Löwen (um 1200–1250) Salve caput cruentatum = Textvorlage für Paul Gerhardts O Haupt voll Blut und Wunden (EG 85, GL 179, MG 291)

### B
- Jonathan Friedrich Bahnmaier (1774–1841) Walte, walte nah und fern (EG 584)[1][2]
- Günter Balders (* 1942) Bau nicht dein Haus auf den losen Sand,[3] Kommt zum Mahl für uns bereitet (MG 174), Gott beschenkt uns reich mit Gaben (MG 462)
- Fritz Baltruweit (* 1955) Fürchte dich nicht (EG/NB 595), Vertrauen wagen (EG/NB 607)
- Helmut Barbe (1927–2021) O Bethlehem, du kleine Stadt (EG 55)
- Willem Barnard (1920–2010) Holz auf Jesu Schulter (niederländische Textvorlage für Jürgen Henkys’ Textübertragung) (EG 97)
- Christian Gottlob Barth (1799–1862) Der du in Todesmächten erkämpft das Heil der Welt (EG 257), Sonne der Gerechtigkeit (Strophen 2, 4, 5) (EG 262, 263, GL 644, MG 492)
- Friedrich Karl Barth (* 1938) Brich mit den Hungrigen dein Brot (EG 420, MG 471), Einsam bist du klein (EG/HE 591), Erleuchte und bewege uns (EG/West 608, MG 139), Wir strecken uns nach dir (EG/BT 642, MG 65)
- Cornelius Becker (1561–1604) Der Herr ist mein getreuer Hirt, dem ich mich ganz vertraue (EG/West 612), Freuet euch des Herrn, ihr Christen all (EG/BEP 680), Ich heb mein Augen senlich auf (EG 296), Ich will, solang ich lebe (EG 276), Nun jauchzt dem Herren, alle Welt (EG 288, GL 474, MG 78), Mit meinem Gott geh ich zur Ruh (EG 474, Strophe 1), Wohl denen, die da wandeln (EG 295, GL 614, MG 394)
- Martin Behm (1557–1622) Herr Gott, du Herrscher aller Welt (Text der Strophen 1–3) (EG/BEP 680, EG/Öst 663), Lobt Gott in allen Landen (EG 500), O heilige Dreifaltigkeit, o hochgelobte Einigkeit (EG/BT 660, EG/NB 628, EG/NEK 626, EG/Öst 653), O König aller Ehren (EG 71), Wie lieblich ist der Maien (EG 501)
- David Behme (1605–1657) Herr, nun laß in Friede, lebensatt (ELKG 323)[4][5]
- George Kennedy Allen Bell (1883–1958) Christus ist König, jubelt laut (Textvorlage für die deutsche Fassung von Walter Schulz) (EG 269, MG 22)
- Schalom Ben-Chorin (1913–1999) Freunde, dass der Mandelzweig wieder blüht und treibt (EG/BT 659, EG/HE 613, EG/Me 542, EG/NB 620, EG/NEK 606, EG/West 651, EG/Wü 655, MG 483), Und suchst du meine Sünde, flieh ich von dir zu dir (EG 237)
- Joop Bergsma (1928–2011) Du rufst uns Herr trotz unsrer Schuld (GL 523)
- Bernhard von Clairvaux (um 1090–1153)
- Berthold von Regensburg (um 1210–1272) Nun bitten wir den Heiligen Geist (EG 124, GL 248)
- Johann Betichius (1650–1722) Das walte Gott, der helfen kann (EG/BT 667, ELKG 387)[5][6]
- Ad den Besten (1923–2015) Jesus, der zu den Fischern lief (niederländische Textvorlage für die deutsche Übersetzung von Jürgen Henkys) (EG 313)
- Herbert Beuerle (1911–1994)
- Théodore de Bèze (1519–1605)
- Philipp Bickel (1829–1914)
- Kaspar Bienemann (1540–1591) Herr, wie du willst, so schick’s mit mir (EG 367)
- Sigmund von Birken (1626–1681) Jesu, deine Passion (EG 88, MG 288), Lasset uns mit Jesus ziehen (EG 384)
- Melchior Bischoff (1547–1614) siehe: Thomä: Licht am Abend
- Ambrosius Blarer (1492–1564) Jauchz, Erd, und Himmel, juble hell (EG 127), Wach auf, wach auf, ’s ist hohe Zeit (EG 244)
- Thomas Blarer (um 1499–1567) Du hast uns Leib und Seel gespeist (EG 216)
- Detlev Block (1934–2022) Am Abend nach dem Lobgesang (EG/NB 549), Bau dein Reich in dieser Zeit (EG/BEP 592), Die Erde, die du schufst, war gut (EG/BT 653, EG/Öst 649), Die Nacht ist da, ich suche deine Nähe (EG/Öst 659), Du hast uns, Herr, gerufen, dein Eigentum zu sein (EG/NEK 569), Eines wünsch ich mir vor allem andern (Text nach Vorlage von Albert Knapp) (EG/NB 547, EG/West 554), Gott, der du alles Leben schufst (EG 211), Gott, unser Festtag ist gekommen (EG/BEP 601, EG/BT 583, EG/Öst 589), Gott, wir preisen deine Güte (EG/BEP 602, EG/West 601, EG/Wü 590), Gott, wir preisen deine Wunder (MG 153), Herr, du hast dich gern mit vielen Menschen an den Tisch gesetzt (EG/BEP 598), Herr, lass uns füreinander leben (EG/NEK 575), Herr, wenn das Wasser uns bedroht (Text nach älterer Vorlage) (EG/NB 639), Heut singt die liebe Christenheit (Text nach Vorlagen) (EG 143), Kommt mit Gaben und Lobgesang (Text nach englischer Vorlage) (EG 229), Mein Herz und mein Geist erheben dich (EG/NB 586), Mein Schöpfer steh mir bei (Text nach Vorlage von Johann Jakob Rambach) (EG/NB 565, EG/West 593), Nun steht in Laub und Blüte (EG/NB 642), Wir feiern deine Himmelfahrt (EG/BT 561), Womit hat es angefangen? (EG/BT 606)
- Johann Christoph Blumhardt (der Ältere) (1805–1880) Dass Jesus siegt, bleibt ewig ausgemacht (EG 375)
- Friedrich von Bodelschwingh der Jüngere (1877–1946) Nun gehören unsre Herzen ganz dem Mann von Golgatha (EG 93, MG 290)
- Karl Heinrich von Bogatzky (1690–1774) O Gottessohn, du Licht und Leben (EG/Wü 633), Wach auf, du Geist der ersten Zeugen (EG 241)
- Martin Bogdahn (* 1942) Jetzt fangen wir zum Singen an (EG/BT 541)[7][8]
- Justus Henning Böhmer (1674–1749) O auferstandner Siegesfürst, du Leben aller Leben, heut bringst du Friede, da du wirst zur Freude uns gegeben. (Geistreiches Gesangbuch von Johann Anastasius Freylinghausen, Halle 1704)
- Maria Magdalena Böhmer (1669–1743) Ach, möchte ich meinen Jesum sehen; Ein’s Christen Hertz sehnt sich nach hohen Dingen (Geistreiches Gesangbuch von Johann Anastasius Freylinghausen, Halle 1704)
- Böhmische Brüder (1544) Erstanden ist der heilig Christ (EG 105), Lobt Gott getrost mit Singen (EG 243)
- Heinrich Bone (1813–1893) Komm Schöpfer Geist kehr bei uns ein (GL 245), Alle Tage sing und sage (GL 589)
- Dietrich Bonhoeffer (1906–1945) Menschen gehen zu Gott in ihrer Not (EG/Wü 547), Von guten Mächten treu und still umgeben (EG 65, EG/BT 637, EG/West 652, EG/Wü 541, MG 272)
- Hermann Bonnus (1504–1548) Ehre sei dir, Christe (EG 75, Strophen 2, 3)
- Étienne-Jean-François Borderies (1764–1832) Adeste fideles (lateinische Textvorlage für die deutsche Bearbeitung von Joseph Hermann Mohr Nun freut euch, ihr Christen) (EG/BT 544, GL 143)
- Simon Bornmeister
- Johannes Bornschürer (1625–1677) Gott Vater, höre unsre Bitt (EG 205)
- Francis Bottome
- Johann Georg Franz Braun Ave Maria zart (GL 583)
- Clemens Brentano (1778–1842) Kein Tierlein ist auf Erden dir, lieber Gott, zu klein (EG 509)
- Otto Brodde (1910–1982) Es ist in keinem andern Heil (EG 356, Strophe 2)
- Phillips Brooks (1835–1893) O Bethlehem, du kleine Stadt (englische Textvorlage für die deutsche Fassung von Helmut Barbe) (EG 55)
- August Buchner
- Karl Budde (1850–1935) Gottes Geschöpfe, kommet zuhauf (Text nach englischer Vorlage von Henry Draper) (EG 514)
- Eckart Bücken (* 1943) All eure Sorgen, heute und morgen (EG/BT 631, MG 373), Ein Licht geht uns auf in der Dunkelheit (EG/HE 557, EG/Wü 555), Er ist das Brot, er ist der Wein (EG 228, MG 169), Gott gab uns Atem, damit wir leben (EG 432, MG 463), Kreuz, auf das ich schaue (EG/NB 598, EG/Wü 548, MG 298), Wenn uns das Leben lebendig macht (MG 339)
- Samuel Gottlieb Bürde (1753–1831) Wenn der Herr einst die Gefangnen (EG 298)

### C
- Joachim Camerarius der Ältere (1500–1574) Wenn wir in höchsten Nöten sein (in tenebris nostrae, lateinische Textvorlage für die spätere Bearbeitung von Paul Eber) (EG 366)
- Hermann Claudius (1878–1980) Wisst ihr noch, wie es geschehen (EG 52)
- Matthias Claudius (1740–1815) Der Mond ist aufgegangen (EG 482, MG 226), Ich danke Gott und freue mich (EG/Öst 611), Wir pflügen und wir streuen (EG 508, MG 458)
- Tobias Clausnitzer (1619–1684) Herr Jesu, deine Angst und Pein und dein betrübtes Leiden (Textvorlage für spätere Bearbeitung) (EG 89), Liebster Jesu wir sind hier (EG 161, GL 520, MG 8)
- Henry Sloane Coffin (1877–1954) O komm, o komm, du Morgenstern (englische Textvorlage für die 3. Strophe der deutschen Fassung von Otmar Schulz) (EG 19)
- David Gregor Corner (1585–1648) O Heiland, reiß die Himmel auf (Text der Strophe 7 nach älterer Vorlage) (EG 7)
- Johann Andreas Cramer (1723–1788) Das sollt ihr, Jesu Jünger, nie vergessen (EG 221, MG 166), Herr, dir ist niemand zu vergleichen (MG 38)
- Bartholomäus Crasselius (auch: Krasselt) (1667–1724) Dir, dir, o Höchster will ich singen (EG 328, MG 29)
- Elisabeth Cruciger (geborene von Meseritz) (um 1500–1535) Herr Christ, der einig Gotts Sohn (EG 67)
- John Macleod Campbell Crum (1872–1958) Korn, das in die Erde (englische Textvorlage für die deutsche Fassung von Jürgen Henkys) (EG 98, MG 280)
- Christiana Cunradina (geborene Tilesius) (1591–1625) Herr Christ, dein bin ich eigen (EG 204)
- Albert Curtz (auch: Curtius) (1600–1671) Dein Lob Herr ruft der Himmel aus (GL 263)

### D
- Christian David (1692–1751) Sonne der Gerechtigkeit (Textvorlage der Strophen 1 und 6 für die ökumenische Fassung) (EG 262, GL 644), Sonne der Gerechtigkeit (Text der Strophen 1 und 6) (EG 263, MG 492)
- Nikolaus Decius (um 1485 – nach 1546) Allein Gott in der Höh sei Ehr (Text der Strophen 1–3 nach dem lateinischen Gloria) (EG 179, GL 457, MG 24), O Lamm Gottes, unschuldig (Text nach dem altkirchlichen Agnus dei) (EG 190.1, GL 470)
- Christoph Demantius (1567–1643) Freu dich sehr, o meine Seele (Text nach älterer Vorlage) (EG 524)
- David Denicke (1603–1680) Gott Vater, dir sei Dank und Ehre (EG 160), Herr, durch den Glauben wohn in mir (EG/NEK 596), Herr, für dein Wort sei hoch gepreist (EG 196), Nun jauchzt dem Herren, alle Welt (Strophen 1–6 in Bearbeitung eines Textes von Cornelius Becker) (EG 288, GL 474, MG 78)
- Lotte Denkhaus (geborene Treichel) (1905–1986) Ich will zu meinem Vater gehn heut am Tag (EG 315)
- Johann Samuel Diterich Ihr Christen hoch erfreuet euch (GL 229)
- Friedrich Dörr (1908–1993) Bevor des Tages Licht vergeht (Text nach einem altkirchlichen Hymnus) (EG/BT 665, EG/West 686, EG/Wü 782.5, GL 696), Du starker Herrscher, wahrer Gott (Text der 3. Strophe) (EG/BT 663, EG/Wü 780.2), Komm, Heilger Geist, der Leben schafft (Text nach einem altkirchlichen Hymnus) (EG/BT 563, EG/NB 552, EG/NEK 555, GL 241), Kündet allen in der Not (EG/BT 540, GL 106), O heilger Leib des Herrn (GL 538), Gott ruft sein Volk zusammen (GL 640)
- William Henry Draper (1855–1933) Gottes Geschöpfe, kommet zuhauf! (englische Textvorlage für die deutsche Fassung von Karl Budde) (EG 514)
- Guido Maria Dreves Gelobt seist du, Herr Jesu Christ (GL 560)
- Helmut Duffe

### E
- Paul Eber (1511–1569) Helft mir Gotts Güte preisen (EG/BEP 552, EG/NEK 546, EG/West 549), Herr Gott, dich loben alle wir (nach lateinischer Vorlage von Philipp Melanchthon) (EG/NEK 557), Wenn wir in höchsten Nöten sein (Text der lateinischen Vorlage in tenebris nostrae von Joachim Camerarius) (EG 366)
- Jakob Ebert (1549–1614) Du Friedefürst, Herr Jesu Christ (EG 422)
- Johannes Eccard (1553–1611) Mein schönste Zier und Kleinod bist (Text nach älterer Vorlage) (EG 473, GL 559)
- Eugen Eckert (* 1954) Bewahre uns, Gott, behüte uns, Gott (EG 171, MG 137), Meine engen Grenzen (EG/HE 584, EG/Öst 574, EG/West 600, EG/Wü 589, MG 386), Noch ehe die Sonne am Himmel stand (EG/NB 576), Wie sollen wir es fassen (MG 401)
- John F. Ellerton (1826–1893) Der Tag ist um, die Nacht kehrt wieder (englische Textvorlage für die deutsche Fassung von Karl Albrecht Höppl) (EG 490, MG 224), Der Tag, mein Gott, ist nun vergangen (englische Textvorlage für die deutsche Fassung von Gerhard Valentin) (EG 266, MG 220)
- Svein Ellingsen (* 1929) Die Stunde ist da (norwegische Textvorlage für die deutsche Fassung von Jürgen Henkys) (EG/NEK 573), Einer muss wachen in langer Nacht (norwegische Textvorlage für die deutsche Fassung von Jürgen Henkys) (EG/NEK 618, EG/Öst 635), Gottes Lob wandert (norwegische Textvorlage für die deutsche Fassung von Jürgen Henkys) (EG/HE 601, EG/NEK 586, EG/Öst 550), Herr, du hast mich angerührt (norwegische Textvorlage für die deutsche Fassung von Jürgen Henkys) (EG 383), Voller Freude über dieses Wunder (norwegische Textvorlage für die deutsche Fassung von Jürgen Henkys) (EG 212), Wir strecken unsre Hände aus (norwegische Textvorlage für die deutsche Fassung von Jürgen Henkys) (EG/NEK 600)
- Fritz Enderlin (1883–1971) Du Glanz aus Gottes Herrlichkeiten (EG/West 683), Hoch hebt den Herrn mein Herz und meine Seele (EG 309), Nun saget Dank und lobt den Herren (Text der Strophen 2, 3) (EG 294, GL 269)
- Johannes Englisch (1502 (?) –1577) Im Frieden dein, o Herre mein (Textvorlage für die spätere Bearbeitung von Friedrich Spitta) (EG 222, GL 473, MG 172)

### F
- Zachäus Faber, (der Ältere, 1554–1628) Fröhlich wir nun all fangen an (EG 159)
- Jakob Fabricius (1593–1654) Verzage nicht, du Häuflein klein (EG 249)
- Johannes Daniel Falk (1768–1826) O du fröhliche (Text der 1. Strophe) (EG 44, MG 264), Wie mit grimmgem Unverstand (EG/NB 592, EG/NEK 609)
- Eleanor Farjeon (1881–1965) Morgenlicht leuchtet, rein wie am Anfang (englische Textvorlage Morning has broken für die deutsche Übersetzung von Jürgen Henkys) (EG 455)
- Maria Ferschl (1895–1982) Wir sagen euch an den lieben Advent (EG 17, GL 115)
- Georg Friedrich Fickert (1758–1815) O dass doch bald dein Feuer brennte (EG 255, MG 317)
- Christoph Fischer (1518–1598) Wir danken dir Herr Jesu Christ, dass du für uns gestorben bist (EG 79, GL 178)
- Paul Fleming (1609–1640) In allen meinen Taten (EG 368, MG 375)
- Johann Franck (1618–1677) Auf, auf, den Herrn zu loben (EG/Öst 654), Herr Gott, dich loben wir; regier, Herr, unsre Stimmen (EG/BEP 623, EG/BT 607,2, EG/Öst 609,3), Herr Gott, dich loben wir; wir preisen deine Güte (EG/BEP 623,2, EG/BT 607,3, EG/Öst 609), Herr Gott, wir danken dir mit Orgeln und Trompeten (EG/BEP 623,3, EG/BT 607, EG/Öst 609,2), Jesu, meine Freude (EG 396, MG 420), Schmücke dich, o liebe Seele (EG 218)
- Michael Franck (1609–1667) Ach wie flüchtig, ach wie nichtig (EG 528, GL 657, MG 397), Sei Gott getreu, halt seinen Bund, o Mensch, in deinem Leben (EG/BEP 587)
- Gotthilf August Francke (1696–1769)
- August Hermann Franke (1853–1891) Nun aufwärts froh den Blick gewandt (EG 394)
- Ignaz Franz (1719–1790) Großer Gott, wir loben dich (Text nach dem lateinischen Te Deum laudamus) (EG 331, GL 257, MG 34)
- Franz von Assisi (1181/82–1226) Gottes Geschöpfe, kommt zuhauf! (Textvorlage für die spätere Bearbeitung von William H. Draper und Karl Budde) (EG 514), Laudato si, o mi signore (Textvorlage für spätere Bearbeitung von Winfried Pilz, EG 515)
- Johannes Freder (1510–1562) Ach lieber Herre Jesu Christ (EG 203), Ach leewe Herre Jesus Christ (Textvorlage für die niederdeutsche Fassung von Wilhelm Saucke) (EG/NEK 563)
- Johann Anastasius Freylinghausen (1670–1739) Es ist in keinem andern Heil, kein Name sonst gegeben (Text der 1. Strophe) (EG 356)
- Johann Burchard Freystein (1671–1718) Mache dich, mein Geist, bereit (EG 387)
- Margareta Fries (geborene Pabst) (1906–1983) Deine Hände, großer Gott (EG 424), Lob, meine Seele, lobe den Herrn (EG/West 691)
- Ahasverus Fritsch

### G
- Carl Bernhard Garve (1763–1841) Liebe, du ans Kreuz für uns erhöhte (EG 415), Reich des Herrn, Reich des Herren, brich hervor (EG/BEP 605), Stark ist meines Jesu Hand (EG/Wü 617, MG 348)
- Johannes von Geissel (1796–1864), Erzbischof von Köln Erde, singe (GL 411)
- Christian Fürchtegott Gellert (1715–1769) Die Himmel rühmen des Ewigen Ehre (MG 72), Dies ist der Tag, den Gott gemacht (EG 42, MG 253), Gott, deine Güte reicht so weit (EG/Öst 637), Gott ist mein Lied (EG/NEK 536, EG/HE 598), Herr, stärke mich, dein Leiden zu bedenken (EG 91), Jesus lebt, mit ihm auch ich (EG 115, MG 410), Mein erst Gefühl sei Preis und Dank (EG 451), So jemand spricht: Ich liebe Gott (EG 412, MG 476), Wenn ich, o Schöpfer, deine Macht (EG 506, MG 26), Wie groß ist des Allmächtgen Güte (EG/BEP 625, EG/BT 609, EG/Öst 610, EG/West 662, EG/Wü 607, MG 63)
- Paul Gerhardt (1607–1676) Auf, auf, mein Herz mit Freuden (EG 112, MG 305), Befiehl du deine Wege (EG 361, MG 343), Die güldne Sonne voll Freud und Wonne (EG 449, MG 200), Du meine Seele, singe (EG 302, MG 85), Ein Lämmlein geht und trägt die Schuld (EG 83), Fröhlich soll mein Herze springen (EG 36, MG 255), Geh aus, mein Herz, und suche Freud (EG 503, EG/Wü 676, MG 455), Gib dich zufrieden und sei stille (EG 371), Herr, der du vormals hast dein Land (EG 283), Ich bin ein Gast auf Erden (EG 529), Ich singe dir mit Herz und Mund (EG 324, MG 45), Ich steh an deiner Krippen hier (EG 37, GL 141, MG 251), Ich weiß, mein Gott, dass all mein Tun (EG 497), Ist Gott für mich so trete gleich alles wider mich (EG 351, MG 437), Kommt und lasst uns Christum ehren (EG 39, MG 261), Lobet den Herren alle, die ihn ehren (EG 447, GL 671, MG 16), Nun danket all und bringet Ehr (EG 322, GL 267, MG 52), Nun freut euch hier und überall, ihr Schwestern und ihr Brüder (EG/BT 508), Nun lasst uns gehn und treten (EG 58, MG 273), Nun ruhen alle Wälder (EG 477, MG 229), O Haupt voll Blut und Wunden (EG 85, GL 179, MG 291), O Welt, sieh hier dein Leben (EG 84), Sollt ich meinem Gott nicht singen? (EG 325, MG 18/19), Wach auf, mein Herz, und singe (EG 446, MG 209/210), Warum sollt ich mich denn grämen (EG 370, MG 381), Warum willst du draußen stehen (EG/BEP 543), Wer wohlauf ist und gesund, hebe sein Gemüte (EG/Wü 674, MG 62), Wie soll ich dich empfangen (EG 11, MG 236/237), Wir singen dir, Immanuel (EG/BEP 549, EG/BT 543, EG/NB 544, EG/West 542), Zieh ein zu deinen Toren (EG 133, MG 318)
- Heinz Gerlach (* 1940) Stimmt mit ein, groß und klein (EG/NB 559)
- Peter Gerloff
- Henriette Catharina von Gersdorff (1648–1726)
- Justus Gesenius (1601–1673) Wenn meine Sünd' mich kränken (EG 82)
- Bartholomäus Gesius (um 1562–1613) Gen Himmel aufgefahren ist (EG 119, GL 230)
- Georg Gessner (1765–1843) Lobt froh den Herren (EG 332)
- Ulrich Gohl
- Wilhelm Gortzitza (1811–1889) Das Feld ist weiß (Übersetzung der Strophen 1, 2, 4, 5 aus dem Masurischen) (EG 513)
- Ludwig Andreas Gotter (1661–1735) Herr Jesu Gnadensonne (EG 404), Womit soll ich dich wohl loben (EG/Wü 606)
- Johann Jacob Gottschald
- Anna Martina Gottschick (1914–1995) Herr, mach uns stark im Mut, der dich bekennt (EG 154, MG 409)
- Friedemann Gottschick der Ältere (1928–2022) Gott mein Gott warum hast du mich verlassen (EG 381, GL 308)
- Hermann Heinrich Grafe
- Johannes Gramann (Poliander) (1487–1541) Nun lob, mein Seel, den Herren (Text der Strophen 1–4) (EG 289, MG 79)
- Frederick Pratt Green (1903–2000) Christus, das Licht der Welt (englische Textvorlage für die Bearbeitung von Sabine Leonhardt/Otmar Schulz) (EG 410)
- Gregor I. (der Große) (ca. 540–604) Der du bist drei in Einigkeit (lateinischer Hymnus O lux beata trinitas, wurde früher Gregor I. zugeschrieben) (EG 470)
- Christian Gregor (1723–1801) Christi Blut und Gerechtigkeit (Text der Strophen 2–5 nach Vorlage von Nikolaus Ludwig von Zinzendorf) (EG 350), Herr, dein Wort, die edle Gabe (Text des Strophe 2) (EG 198, MG 337), Herz und Herz vereint zusammen (Text nach Vorlage von Zinzendorf, spätere Bearbeitung von Albert Knapp) (EG 251, MG 338), Jesu, geh voran (Text nach Vorlage von Nikolaus Ludwig von Zinzendorf) (EG 391, MG 440)
- Johann Friedrich Gregorius (1697–1761)
- Matthäus Greiter (um 1494–1550) Es sind doch selig alle, die (EG/BEP 582)
- Gerhard Grenz (1930–2015) Kind, du bist uns anvertraut (MG 156)
- Georg Grünwald (? –1530) Kommt her zu mir, spricht Gottes Sohn (EG 363, MG 443)
- Andreas Gryphius (von Greif) (1616–1664) Die Herrlichkeit der Erden muss Raum und Asche werden (EG 527)
- Romano Guardini (1885–1968) Mit lauter Stimme rufe ich zum Herrn (GL 311), Te deum (deutsch) (GL 706)
- Cyriakus Günther (1650–1704) Halt im Gedächtnis Jesus Christ (EG 405), O herrlicher Tag, o fröhliche Zeit (EG/BEP 559, EG/West 560, MG 309)
- Vilmos Gyöngyösi (Wilhelm Güttler) (1915–1995) Du schöner Lebensbaum des Paradieses (Text nach einer ungarischen Vorlage von Imre Péczeli Király) (EG 96)

### H
- Johann Michael Hahn (1758–1819) Jesus, Haupt und Herr der Deinen (EG/West 574)
- Frank Hamilton (* 1934) We shall overcome (EG/NB 616)
- Johann Christoph Hampe (1913–1990) Auf und macht die Herzen weit (Text der Strophen 1,2,6 nach englischer Vorlage von John Milton) (EG 454), Du hast vereint in allen Zonen (deutsche Übersetzung) (EG/West 609), Jesus hat seine Herrschaft bestellt (deutsche Übersetzung) (EG/West 610)
- Hartmut Handt (* 1940) Ein Lied hat die Freude sich ausgedacht (EG/NB 580), Heilig, heilig, Herr Gott Zebaoth! (MG 123)
- Ernst Hansen (1923–1993) Herr, deine Liebe ist wie Gras und Ufer (nach schwedischer Vorlage) (EG/West 663)
- Rosemarie Harbert Lieber Gott ich bin hier (GL 670)
- Friedrich von Hardenberg (Novalis) (1772–1801)
- Thomas Hartmann (1548–1609) Wir danken dir, Herr Jesu Christ, dass du für uns gestorben bist (Text der 2. Strophe) (EG 107)
- Julie Hausmann (1826–1901) So nimm denn meine Hände (EG 376, MG 353)
- Henriette Maria Luise von Hayn (1724–1782) Weil ich Jesu Schäflein bin (EKG/N 479)
- Charles Heap Komm her, freu dich mit uns (GL 519)
- Dieter Hechtenberg (* 1936) Singt das Lied der Freude über Gott (EG 305/306, GL 272)
- Johann Heermann (1585–1647) Frühmorgens, da die Sonn aufgeht (EG 111, MG 304), Herr Jesu Christe, mein getreuer Hirt (EG 217), Herr, unser Gott, lass nicht zuschanden werden (EG 247), Herzliebster Jesu (EG 81, GL 180, MG 284), Lass dich, Herr Jesu Christ (EG 496), O Gott, du frommer Gott (EG 495), O Gott, du treuer Gott (MG 103), O Jesu Christe wahres Licht (EG 72, GL 643), So wahr ich lebe, spricht dein Gott (EG 234), Treuer Wächter Israel'  (EG 248), Wo soll ich fliehen hin (EG/Öst 587)
- Walter Heinecke (1909–1992) Du hast uns, Herr, in dir verbunden (EG 240, MG 330)
- Heinrich Held (1620–1659) Gott sei Dank durch alle Welt (EG 12), Komm, o komm, du Geist der Lebens (EG 134, MG 316)
- Bartholomäus Helder (um 1585–1635) Ich freu mich in dem Herren (EG 349)
- Ludwig Helmbold (1532–1598) Amen, Gott Vater und Sohne (EG/NEK 558), Nun lasst uns Gott, dem Herren (EG 320, MG 54), Von Gott will ich nicht lassen (Textvorlage für spätere Bearbeitung) (EG 365, MG 359)
- Jürgen Henkys (1929–2015) Der Herr mein Hirt! so will ich Gott besingen (EG/West 613), außerdem eine Vielzahl Liedübersetzungen, siehe Liste von Kirchenliederübersetzern
- Luise Hensel (1798–1876) Müde bin ich, geh zur Ruh (EG 484)
- Valerius Herberger (1562–1627) Valet will ich dir geben (EG 523)
- Petrus Herbert (um 1530–1571) Der Glaub ist ein lebendge Kraft (EG/NEK 594), Die Nacht ist kommen, drin wir ruhen sollen (EG 471), Jesu Kreuz, Leiden und Pein (Text nach tschechischer Vorlage) (EG 78), Preis, Lob und Dank sei Gott, dem Herren (EG 245), Wohlauf, die ihr hungrig seid (EG/NB 568)
- Johann Gottfried Herder (1744–1803) Du Morgenstern, du Licht vom Licht (Textvorlage für spätere Bearbeitung) (EG 74)
- Johannes Heringsdorf (1606–1665) Meerstern, ich dich grüße (GL/K 954)
- Nikolaus Herman (um 1500–1561) Bescher uns, Herr, das täglich Brot (Text der Strophen 1–3) (EG/BEP 671, EG/Wü 666), Den die Hirten lobeten sehre (2. Textteil) (EG 29), Die helle Sonn leucht jetzt herfür (EG 437, GL 667, MG 199), Ein wahrer Glaube Gotts Zorn stillt (EG 413), Erschienen ist der herrlich Tag (EG 106, GL 225), Lobt Gott ihr Christen alle gleich (EG 27, GL 134, MG 262) Heut singt die liebe Christenheit (Text nach Vorlage von Philipp Melanchthon für spätere Bearbeitung von Detlev Block) (EG 143), Hinunter ist der Sonne Schein (EG 467, GL 705, MG 227), In Gottes Namen fahren wir (Text nach älterer Vorlage) (EG 498), So wahr ich lebe, spricht dein Gott (Textvorlage der 1. Strophe für spätere Bearbeitung) (EG 234), Wenn mein Stündlein vorhanden ist (Strophen 1–4) (EG 522, GL 658), Wir danken dir, Herr Jesu Christ, dass du vom Tod erstanden bist (1. Strophe) (EG 107), Wir wollen singn ein' Lobgesang (Text nach Vorlage von Philipp Melanchthon) (EG 141)
- Michael Ludolf Herold Den Menschen die aus dieser Zeit (GL 661)
- Johann Daniel Herrnschmidt (1675–1723) Gott will's machen, dass die Sachen gehen, wie es heilsam ist (EG/Wü 620), Lobe den Herren, o meine Seele (EG 303, MG 84)
- Karl Friedrich Wilhelm Herrosee (1754–1821) Danket dem Herrn! Wir danken dem Herrn (EG 333, MG 25)
- Klaus-Peter Hertzsch (1930–2015) Vertraut den neuen Wegen (EG 395, MG 450)
- Johann Friedrich Herzog (1647–1699) Nun sich der Tag geendet hat (Strophen 2–7, 9) (EG 478)
- Martin Hesekiel (1912–2003) Ruhet von des Tages Müh (EG 492)
- Caspar Heunisch (1620–1690) O Ewigkeit, du Freudenwort (EKG 325)
- Christine Heuser (geborene Staats) (* 1930) Gehe ein in deinen Frieden (2. Strophe) (EG 489)
- Wilhelm Hey (1789–1854) Weißt du, wie viel Sternlein stehen (EG 511)
- Sebald Heyden (1499–1561) O Mensch, bewein dein Sünde groß (EG 76, GL 166)
- Günther Hildebrandt
- Friedrich Konrad Hiller (1651–1726) Ich lobe dich von ganzer Seelen (EG 250)
- Philipp Friedrich Hiller (1699–1769) Ach lass mich weise werden (EG/BEP 636), Die ihr bei Jesus bleibet (EG/Wü 667), Ich glaube, dass die Heiligen im Geist Gemeinschaft haben (EG 253), Jesus Christus herrscht als König (EG 123, MG 439), Mir ist Erbarmung widerfahren (EG 355, MG 392), Sieh, dein König kommt zu dir (EG/BT 538, EG/BEP 544, EG/Wü 537, MG 176), Weicht, ihr Berge, fallt, ihr Hügel (EG/Wü 615), Wir warten dein, o Gottes Sohn (EG 152, MG 415)
- Friedrich Hindenlang (1867–1937) Nun wollen wir singen das Abendlied (Strophen 3–5) (EG/NB 637)
- Bodo von Hodenberg (1604–1650) Vor deinen Thron tret ich hiermit (EG/NB 629)
- Albert Höfer Wir rühmen dich König der Herrlichkeit (GL 483)
- August Heinrich Hoffmann von Fallersleben (1798–1874) Schönster Herr Jesu (2. Strophe nach älterer Vorlage) (EG 403, MG 59)
- Friedrich Hoffmann (1914–1974) Nun werden die Engel im Himmel singen (EG/West 563)
- Kurt Hoffmann (* 1929) Hört, wen Jesus glücklich preist (EG/West 670)
- Lutz Hoffmann (* 1935) Du, Herr, gabst uns dein festes Wort (EG/West 570)
- Ernst Hofmann (1904–1999) Gott, aller Schöpfung heilger Herr (EG 142, GL 605)
- Friedrich Hofmann (1910–1998) Dank sei dir, Gott der Freude (EG/BT 582), Du öffnest, Herr, die Türen (EG/NEK 567, MG 160), Freuet euch im Herren allewege (EG 239), Ich hör die Botschaft: Jesus lebt! (EG/BT 558), In Christus gilt nicht Ost noch West (Text nach englischer Vorlage von Joh n Oxenham) (EG/BT 658, EG/NB 573, EG/Wü 597)
- Heinrich Holzschuher (1798–1847) O du fröhliche (Strophen 2–3) (EG 44, MG 264)
- Ernst Christoph Homburg (1607–1681) Jesus, meines Lebens Leben (EG 86), Jesus, unser Trost und Leben (EG/NEK 552, EG/West 561)
- Gerhard Hopfer (1926–2017) Halleluja, suchet zuerst Gottes Reich in dieser Welt (Strophen 7–9) (EG 182)
- Karl Albrecht Höppl (1908–1988) Der Tag ist hin, die Nacht kehrt wieder (Text nach englischer Vorlage von John F. Ellerton) (EG 490, MG 224)
- Zilphia Horton (* um 1910) We shall overcome (EG/NB 616)
- Peter Horst (1927–2008) Kind, du bist uns anvertraut (EG/Wü 582), Selig seid ihr, wenn ihr einfach lebt (EG/Wü 651)
- William Walsham How (1823–1897) Herr, mach uns stark im Mut, der dich bekennt (Textvorlage der Strophe 6 für die Bearbeitung von Jürgen Henkys) (EG 154)
- Hrabanus Maurus (um 780–856) Veni creator spiritus (GL 240), deutsch: Komm, Gott Schöpfer, Heiliger Geist (EG 126), Komm, Heilger Geist, der Leben schafft (nach dem gleichen Pfingsthymnus) (EG/NB 552)
- Caspar Huberinus (1500–1553)
- Konrad Hubert (1507–1577) Allein zu dir, Herr Jesu Christ (Strophen 1–3) (EG 232), O Gott, du höchster Gnadenhort (EG 194)
- Heinrich Hudemann (um 1595–1628/29)
- Jan Hus (um 1370–1415) O lieber Herre Jesu Christ (lateinische Textvorlage Jesu, salvator optime für Bearbeitung von Michael Weiße) (EG 68)
- Friedrich Hüttemann (1875–1945)

### I
- Kurt Ihlenfeld (1901–1972) Das Kreuz ist aufgerichtet (EG 94)

### J
- Markus Fidelis Jäck O du mein Volk, was tat ich dir (GL 206)
- Jacopone da Todi (um 1230–1306) Stabat mater (GL 584)
- Janheinz Jahn (1918–1973)
- Zofia Jasnota (* 1949) Unfriede herrscht auf der Erde (EG/NB 617, MG 494)
- Markus Jenny (1924–2001) Gott hat das erste Wort (nach niederländischer Textvorlage von Jan Wit) (EG 199, MG 407), Hilf, Herr meines Lebens (3. Strophe) (EG 419, GL 622, MG 102), Komm, du Heiland aller Welt (GL 108), Komm herab o Heilger Geist (GL 244), Weit wie das Meer ist Gottes Liebe (Text nach schwedischer Vorlage von Anders Frostenson, vgl. EG/NEK 623 Herr, deine Liebe ist wie Gras und Ufer) (EG/NEK 622), Wind kannst du nicht sehen (nach Frostenson-Textvorlage) (EG/West 568, MG 323)
- Martin Jentzsch (1879–1967[9]) Brich dem Hungrigen dein Brot (EG 418, GL 618)
- Fritz Jöde (1887–1970) Es ist ein Ros entsprungen (Kanon) (EG 31), Singt dem Herren (MG 201)
- Johann von Jenstein (nach der Bischofsliste von Meißen: Johann II. von Jenstein; nach der Bischofsliste von Prag: Johannes VI. von Jenstein; manchmal auch: Johann von Jenzenstein; Johann von Genzenstein; tschechisch: Jan z Jenštejna) (1347/1350–1400)  Jesus Christus, unser Heiland, der von uns den Gotteszorn wandt (lateinische Textvorlage Jesus Christus nostra salus für die deutsche Bearbeitung von Martin Luther) (EG 215)
- Justus Jonas (der Ältere) (1493–1555) Wo Gott der Herr nicht bei uns hält (Text der Strophen 1,2,5,6) (EG 297)
- Matthias Jorissen (1739–1823) Aus meines Jammers Tiefe (EG/NB 578), Dankt, dankt dem Herrn, jauchzt volle Chöre (EG/West 630), Dankt, dankt dem Herrn und ehret (EG/West 627), Dankt dem Herren mit frohem Mut (MG 28), Der Herr ist König hoch erhöht (EG/West 623), Erhebet er sich, unser Gott (EG 281), Gott, der Herr, regiert (EG/West 625), Gott hab ich lieb, er hörte mein Gebet (EG/West 629), Halleluja, Gott zu loben bleibet meine Seelenfreud (EG/West 635), Herr, unser Gott, auf den wir trauen (EG/West 620), Ich schau nach jenen bergen gern (EG/West 631), Ich sing in Ewigkeit von des Erbarmers Huld (EG/West 622), Jauchzt alle, Gott sei hoch erhoben (EG/West 616), Jauchzt, alle Lande, Gott zu Ehren (EG 279), Jauchzt Halleluja, lobt den Herren (EG/West 628), Lobt Gott, den Herrn der Herrlichkeit (EG 300), Meine Seele steigt auf Erden (EG/West 615), Neig zu mir, Herr, deine Ohren (EG/West 621), Nun danket Gott, erhebt und preiset (Text der Strophen 2,5,7) (EG 290), Singt, singt dem Herren neue Lieder (EG 286, MG 77), Wie der Hirsch nach frischer Quelle (Strophen 4,5) (EG/Wü 600, MG 74), Wie lieblich schön, Herr Zebaoth (EG 282)
- Arnim Juhre (1925–2015) Manchmal kennen wir Gottes Willen (EG/NB 594), Zu Ostern in Jerusalem, da ist etwas geschehn (EG/NB 555)

### K
- Fred Kaan (1929–2009) Auf, bringt Gaben und Lob herbei (MG 165), Hilf, Herr, uns anzunehmen (MG 475), Kommt mit Gaben und Lobgesang (EG 229)
- Paul Kaestner (1876–1936) Lass die Wurzel unsers Handelns (1. Strophe) (EG 417, MG 470)
- Christian Keimann (1607–1662) Freuet euch, ihr Christen alle (EG 34, MG 256), Hosianna Davids Sohne (EG/BT 536), Meinen Jesus lass ich nicht (EG 402)
- Georg Alfred Kempf (* 1916) Singt dem Herrn ein neues Lied (EG/NB 584, GL 268)
- Johannes Keuchenthal (um 1522–1583) Den die Hirten lobeten sehre (deutsche Textfassung des 3. Teils, früher Keuchenthal zugeschrieben) (EG 29)
- Johannes Khuen Sag an wer ist doch diese (GL 588)
- Josef Klein Gruß dir Mutter in Gottes Herrlichkeit (GL 586)
- Jochen Klepper (1903–1942) Der du die Zeit in Händen hast (EG 64, GL 157, MG 275), Der Tag ist seiner Höhe nah (EG 457), Die Nacht ist vorgedrungen (EG 16, GL 111, MG 249), Du Kind, zu dieser heilgen Zeit (EG 50), Er weckt mich alle Morgen (EG 452, MG 205), Freuet euch im Herrn allewege (EG 239), Gott wohnt in einem Lichte (EG 379, GL 290, MG 347), Ich liege, Herr, in deiner Hut (EG 486), In jeder Nacht, die mich bedroht (EG/Öst 629), Ja, ich will euch tragen (EG 380, MG 356), Nun sich das Herz von allem löste (EG 532, MG 399), Sieh nicht an, was du selber bist (EG/Wü 539)
- Theodor Kliefoth (1810–1895) Christe, du Schöpfer aller Welt (EG 92)
- Friedrich Gottlieb Klopstock (1724–1803) Auferstehn, ja auferstehn wirst du (EG/BEP 687, EG/Wü 678), Begrabt den Leib (EG/HE 650), Herr, du wollest uns bereiten (EG 220)
- Gustav Knak (1806–1878) Zieht in Frieden eure Pfade (EG 258), Keiner wird zuschanden (MG 43)
- Albert Knapp (1798–1864) Abend ist es, Herr, die Stunde ist noch wie in Emmaus (EG/BEP 673), Der Herr ist gut, in dessen Dienst wir stehn (EG/Wü 631), Einer ist's, an dem wir hangen (EG 256), Eines wünsch ich mir vor allem andern (Strophen 1–4) (EG/BEP 557, EG/NB 547, EG/West 554, EG/Wü 546), Es kann nicht Friede werden, bis deine Liebe siegt (EG/Öst 647), Herr, du wollst uns voll bereiten (EG 220), Herz und Herz vereint zusammen (EG 251, MG 338), Jesu, Seelenfreund der Deinen (EG/BEP 573, EG/Wü 560), O Gottes Sohn, du Licht und Leben (EG/Wü 633), Wach auf, du Geist der ersten Zeugen (EG 241), Wie schön leuchtet der Morgenstern (Text nach Vorlage von Philipp Nicolai) (EG/Wü 544) Wir danken dir, Herr Jesu Christ, dass du unser Gast gewesen bist (EG 462)
- Thomas Knodel (* 1953) Aus Gottes guten Händen (EG/Wü 646)
- Christian Knorr von Rosenroth (1636–1689) Morgenglanz der Ewigkeit (EG 450, GL 668, MG 208)
- Hanns Köbler (1930–1987) Du schenkst uns Zeit, einander zu begegnen (EG/BT 592), Ich möcht', dass einer mit mir geht (EG 209, MG 162)
- Julius Köbner (1806–1884)
- Rudolf Kögel (1829–1896)
- Franz Seraph von Kohlbrenner (1728–1783) Das Grab ist leer, der Held erwacht
- Benjamin Friedrich Köhler (1730–1796) Lieder z. B. im Zollikoferschen, Neuen Delitzscher,  Neuen Dresdener oder Anhalt-Dessauischen Gesangbuch.
- Marijke Koijk de Bruijne
- Helmut König (1930–2021) Gehe ein in deinen Frieden (Strophe 1) (EG 489)
- Helmut Kornemann (* 1935) Auf und macht die Herzen weit (Strophen 3–5) (EG 454)
- Susanne Kramer-Friedrich
- Rolf Krenzer (1936–2007) Du hast uns deine Welt geschenkt (EG/NB 640)
- Adam Krieger (1634–1666) Eins ist not! Ach Herr, dies eine (EG 386), Nun sich der Tag geendet hat (EG 478)
- Adolf Krummacher (1824–1884) Stern, auf den ich schaue (EG 407, MG 364)
- Gustav Kucz (1901–1963) Als die Welt verloren (Textübertragung aus dem Polnischen) (EG 53)
- Johannes Kuhn (1924–2019) Der Friede, den Gott gibt (EG/NB 618)
- Trond Kverno (* 1945) Herr, du hast mich angerührt (EG 383)
- Bernard Kyamanywa (Kiamanua) (* 1938) Er ist erstanden, Halleluja! (EG 116, MG 303)

### L
- Hanna Lam (Johanna Raadgever) (1929–1988) Abraham, Abraham, verlass dein Land (niederländische Vorlage für die deutsche Fassung von Diethard Zils) (EG 311), Lasst die Kinder zu mir kommen (niederländische Vorlage für die deutsche Fassung von Karl Ludwig Höpker u. a.) (EG/Öst 608, EG/West 606)
- Stephen Langton (um 1150–1228) Heilger Geist, du Tröster mein (lateinische Textvorlage Veni sancte spiritus für die spätere Bearbeitung von Martin Luther) (EG 128), Veni sancte spiritus (GL 243)
- Eberhard Laue (* 1935) Jona, Jona, auf nach Ninive (EG/NB 581)
- Heinrich Laufenberg (nach 1390–1460) Ach lieber Herre Jesu Christ, weil du ein Kind gewesen bist (EG 468), Ich weiß ein lieblich Engelspiel (EG/NEK 640), Ich wollt, dass ich daheime wäre (EG 517)
- Fridrich Layriz (1808–1859) Die Nacht ist hin, der Tag bricht an (EG/NEK 537), Es ist ein Ros entsprungen (Strophen 3–4 nach älterer Vorlage) (EG 30, MG 252)
- Hans Graf von Lehndorff (1910–1987) Komm in unsre stolze Welt (EG 428)
- Johannes Leib (1591–1666) Nun danket alle Gott für seine große Gnade (Danklied zur Beendigung des Dreißigjährigen Krieges)
- Johann Leisentrit (1527–1586) Gott, heilger Schöpfer aller Stern (Text nach einer älteren Vorlage) (EG 3, GL 116), Königin im Himmelreich (GL 593)
- Sabine Leonhardt (1919–2012) Christus, das Licht der Welt (Text gemeinsam mit Otmar Schulz nach englischer Vorlage von Frederick P. Green) (EG 410)
- Ulrich Leupold (1909–1970) Er ist erstanden, Halleluja (nach dem Swahili-Lied Mfurahini, Haleluya) (EG 116, MG 303)
- Ehrenfried Liebich Gott ist getreu (MG 346)
- Heinrich Lindenborn (1706–1750)
- Salomo Liscow (1640–1689) In Gottes Namen fang ich an (EG 494)
- Anneliese Lissner (1925–2008) Lieber Gott ich bin hier (GL 670)
- Ambrosius Lobwasser (1515–1585) Die Sonn hoch an dem Himmel steht (EG 459), Nun saget Dank und lobt den Herren (Strophen 1,4) (EG 294, GL 269)
- Richard Lörcher (1907–1970) Jesus Christus, König und Herr (EG/BT 590, EG/Öst 564)
- Valentin Ernst Löscher (1673–1749) Ich grüße dich am Kreuzesstamm (EG 90)
- Gustav Lohmann (1876–1967) Hilf, Herr meines Lebens (Strophen 1,2,4,5) (EG 419, GL 622, MG 102)
- Wolfgang Longardt (* 1930) Tragt in die Welt nun ein Licht (EG/NB 571)
- Heinz Martin Lonquich (1937–2014) Hoffen wider alle Hoffnung (GL 829 Eigenteil Bistum Münster)
- Lorenz Lorenzen (Laurentius Laurenti) (1660–1722) Du wesentliches Wort (EG/Öst 554), Ermuntert euch, ihr Frommen (EG 151), Wach auf, mein Herz, die Nacht ist hin (EG 114)
- Hans-Georg Lotz (1934–2001) O Herr nimm unsre Schuld (EG 235, GL 168)
- Matthäus Ludecus (um 1540–1606) Den die Hirten lobeten sehre (1. Teil des Textes nach der lateinischen Vorlage Quem pastores laudavere) (EG 29)
- Rüdeger Lüders (* 1936) Gib uns Frieden jeden Tag! Lass uns nicht allein (1. Strophe) (EG 425)
- Martin Luther (1483–1546) Ach Gott, vom Himmel sieh darein (Strophen 1–5) (EG 273), Aus tiefer Not schrei ich zu dir (EG 299, vgl. GL 163, MG 387), Christ lag in Todes Banden (nach älterer Vorlage) (EG 101), Christ, unser Herr, zum Jordan kam (EG 202), Christe, der du bist Tag und Licht (nach älterer Textvorlage) (EG/NEK 633), Christum wir sollen loben schon (nach älterer Vorlage) (EG/NEK 540, EG/West 539), Der du bist drei in Einigkeit (nach älterer Textvorlage) (EG 470), Die beste Zeit im Jahr ist mein (EG 319), Die beste Zeit im Jahr ist Mai'n (MG 460), Dies sind die heilgen zehn Gebot (EG 231), Ein feste Burg ist unser Gott (EG 362, MG 430), Erhalt uns, Herr, bei deinem Wort (EG 193), Es wolle Gott uns gnädig sein (EG 280), Gelobet seist du, Jesu Christ (Text der Strophen 2–7) (EG 23, GL 130), Gott, der Vater, steh uns bei (nach älterer Vorlage) (EG 138, vgl. GL 305), Gott sei gelobet und gebenedeiet (EG 214, GL 494), Herr Gott, dich loben wir (nach älterer Vorlage) (EG 191, vgl. GL 706), Jesus Christus, unser Heiland, der den Tod überwand (EG 102), Jesus Christus, unser Heiland, der von uns den Gotteszorn wandt (nach älterer Vorlage) (EG 215), Komm, Gott Schöpfer, Heiliger Geist (nach älterer Vorlage) (EG 126, vgl. GL 230–242), Komm, Heiliger Geist, Herre Gott (Strophen 2–3) (EG 125), Mit Fried und Freud ich fahr dahin (EG 519), Mitten wir im Leben sind (Text der Strophen 2–3 und Textbearbeitung nach älterer Vorlage bei Strophe 1) (EG 518, vgl. GL 654), Nun bitten wir den Heiligen Geist (Strophen 2–4) (EG 124), Nun freut euch, lieben Christen g’mein (EG 341), Nun komm, der Heiden Heiland (nach Veni redemptor gentium von Ambrosius von Mailand) (EG 4, vgl. GL 108, MG 312), Nun legen wir den Leib ins Grab (Strophe 7) (EG 520), Vater unser im Himmelreich (EG 344, MG 95), Verleih uns Frieden gnädiglich (nach älteren Textvorlagen) (EG 421, GL 310, MG 507), Vom Himmel hoch, da komm ich her (EG 24, GL 138, MG 269), Vom Himmel kam der Engel Schar (EG 25), Was fürchtest du, Feind Herodes, sehr (nach älterer Textvorlage) (EG/NEK 547), Wir glauben all an einen Gott (nach älteren Vorlagen) (EG 183, vgl. GL 450), Wo Gott, der Herr, nicht bei uns hält (Strophen 3–4) (EG 297)
- Henry Francis Lyte (1793–1847) Bleib bei mir, Herr! Der Abend bricht herein (englische Textvorlage Abide with me, fast falls the eventide für die deutsche Fassung von Theodor Werner) (EG 488, MG 221)

### M
- Magdalena Sibylla von Hessen-Darmstadt (1652–1712)
- Christhard Mahrenholz (1900–1980) Ich will, solang ich lebe, rühmen den Herren mein (5. Strophe) (EG 276)
- Clément Marot (1496–1544)
- Samuel Marot (1770–1865)
- Kurt Marti (1921–2017) Bleib, o Herr, auch jetzt in der Nacht (MG 222), Das könnte den Herren der Welt ja so passen (EG/HE 550), Der Himmel, der ist, ist nicht der Himmel, der kommt (EG 153, MG 403), Manchmal kennen wir Gottes Willen (EG/BEP 642, EG/NB 594, EG/Öst 633, EG/Wü 626, GL 299, MG 90)
- Hans W. Marx Ein Haus voll Glorie schauet (Strophen 2–5) (GL 639)
- Philipp Melanchthon (1497–1560) Ach bleib bei uns, Herr Jesu Christ (lateinische Textvorlage für spätere Bearbeitung der Strophe 1) (EG 246, MG 329), Heut singt die liebe Christenheit (lateinische Textvorlage für spätere Bearbeitung von Nikolaus Herman und Detlev Block) (EG 143), Wir wollen singn ein' Lobgesang (lateinische Textvorlage für spätere Bearbeitung von Nikolaus Herman)
- Johann Mentzer (1658–1734) O dass ich tausend Zungen hätte (EG 330, MG 56)
- Josef Metternich (1930–2003) Unser Leben sei ein Fest (Strophe 1) (EG/NB 557, MG 477)
- Johann Matthäus Meyfart (1590–1642) Jerusalem, du hochgebaute Stadt (EG 150)
- John Milton (1608–1674) Auf und macht die Herzen weit (englische Textvorlage der Strophen 1,2,6 für die deutsche Fassung von Johann Christoph Hampe) (EG 454)
- Joseph Mohr (1792–1848) Stille Nacht, heilige Nacht (EG 46, GL 145, MG 267)
- Joseph Hermann Mohr (1834–1892) Ein Haus voll Glorie schauet (GL 639)
- Martin Moller (1547–1606) Heilger Geist, du Tröster mein (Text nach der Sequenz Veni sancte spiritus des Stephen Langton) (EG 128), Hilf, Helfer, hilf in Angst und Not (Text nach Vorlage von Nikolaus Selnecker) (EG/BT 625, EG/Öst 624), Nimm von uns, Herr, du treuer Gott (Text nach dem lateinischen Aufer immensam, Deus, aufer iram) (EG 146)
- Christoph Moufang Ihr Christen, singet hocherfreut (GL 221)
- Johann Mühlmann (1573–1613) O Lebensbrünnlein tief und groß (EG 399)
- Michael Müller (1673–1704) Auf, Seele, auf und säume nicht (EG 73)
- Kurt Müller-Osten (1905–1980) Also liebt Gott die arge Welt (EG 51), Aus ungewissen Pfaden (EG/HE 578), In dem Herren freuet sich (EG 359)
- Thomas Müntzer (1490–1525) Gott heilger Schöpfer aller Stern (Text nach älterer lateinischer Vorlage) (EG 3, GL 116)

### N
- Kaspar Friedrich Nachtenhöfer (1624–1685) Dies ist die Nacht, da mir erschienen (EG 40)
- John Mason Neale (1818–1866) O komm, o komm, du Morgenstern (englische Textvorlage der Strophen 1,2 für die deutsche Fassung von Otmar Schulz) (EG 19)
- Joachim Neander (1650–1680) Der Tag ist hin, mein Jesu, bei mir bleibe (EG/NB 635, EG/Öst 655), Herr, dein Wort, die edle Gabe (Textvorlage der Strophe 2 für spätere Bearbeitung von Christian Gregor) (EG 198, MG 337), Himmel, Erde, Luft und Meer (EG 504, MG 39), Lobe den Herren, den mächtigen König der Ehren (ursprüngliche Fassung EG 317, ökumenische Fassung EG 316, GL 258, MG 49), Wunderbarer König, Herrscher von uns allen (EG 327)
- Johann Christian Nehring (1671–1736) Sonne der Gerechtigkeit (Text der Strophen 3,7 als Vorlage für die Neugestaltung durch Otto Riethmüller) (EG 263, GL 644, MG 492)
- Hans-Jürgen Netz (* 1954) Auf der Erde Frieden werde (MG 506), Ich lobe meinen Gott, der aus der Tiefe mich holt, damit ich lebe (EG/NB 585, MG 67), In jedem Wind, in jedem Sturm (MG 374), So jemand spricht: Ich liebe Gott (MG 476), Wo ein Mensch Vertrauen gibt (EG/NB 604)
- Gottfried Neubert (1926–1983) Jesus zieht in Jerusalem ein (EG 314), Singet fröhlich im Advent (EG/HE 536)
- Johann Philipp Neumann (1774–1849), Deutsche Messe (Schubert) (GL diverse Regionalteile)
- Caspar Neumann O Gott, von dem wir alles haben (MG 468)
- Georg Neumark (1621–1681) Wer nur den lieben Gott lässt walten (EG 369, GL 295/296, MG 363)
- Erdmann Neumeister (1671–1756) Jesus nimmt die Sünder an (EG 353, MG 391), Lasset mich mit Freuden sprechen: Ich bin ein getaufter Christ (EG/BT 574), So ist die Woche nun geschlossen (EG/BEP 677, EG/NEK 638, EG/Wü 669)
- Heinrich Georg Neuss (1654–1716) Ein reines Herz, Herr, schaff in mir (EG 389, MG 431)
- Philipp Nicolai (1556–1608) Wachet auf, ruft uns die Stimme (EG 147, 535, GL 110, MG 414), Wie schön leuchtet der Morgenstern (EG 70, EG/Wü 544, GL 554, MG 279)
- Johannes Niedling (1602–1668) O heiliger Geist, o heiliger Gott (EG 131, MG 319)
- Georg Niege (1525–1589) Aus meines Herzens Grunde (EG 443, GL 669, MG 198)
- August Hermann Niemeyer (1754–1828)
- Edwin Nievergelt (1917–2010) Herr, gib uns unser täglich Brot (EG 464)
- Niklaus von Flüe
- Jan Nooter (1922–1997) Gib Frieden, Herr, gib Frieden (niederländische Textvorlage für die deutsche Fassung von Jürgen Henkys) (EG 430)
- Novalis (Friedrich Freiherr von Hardenberg) (1772–1801)

### O
- Klaus Okonek[10] Komm, heilger Geist mit deiner Kraft, die uns verbindet (EG/BT 564)
- Johannes Olearius (1611–1684) Gelobet sei der Herr, mein Gott, mein Licht, mein Leben (EG 139, MG 33), Gott Lob, der Sonntag kommt herbei (EG 162), Herr, öffne mir die Herzenstür (Strophen 1–2) (EG 197, MG 336), Nun kommt das neue Kirchenjahr (EG/BEP 541), O Jesu, dir sei ewig Dank (EG/NEK 571, EG/Öst 583), Wunderbarer Gnadenthron (EG 38)
- Huub Oosterhuis (1933–2023) Gott, der nach seinem Bilde (GL 74), Ich steh vor dir mit leeren Händen, Herr (niederländische Textvorlage für die deutsche Fassung von Lothar Zenetti) (EG 382, GL 621), Kam einst zum Ufer nach Gottes Wort und Plan (niederländische Textvorlage für die deutsche Fassung von Jürgen Henkys) (EG 312), Solang es Menschen gibt auf Erden (niederländische Textvorlage für die deutsche Fassung von Dieter Trautwein) (EG 427, GL 300)
- Martin Opitz (1597–1639) Morgenglanz der Ewigkeit (teilweise Textvorlage für das Lied von Christian Knorr von Rosenroth) (EG 450)
- Friedrich Oser (1826–1891) Zieh an die Macht, du Arm des Herrn (EG 377, GL 304)
- Joachim Frants Oudaen (1628–1692) Der schöne Ostertag! (niederländische Textvorlage für die englische Fassung von George R. Woodward und die deutsche Fassung von Jürgen Henkys) (EG 117)

### P
- Hulda Paul (1873–1902) Fröhlich zieh ich meine Straße, Ganz getrost und ohne Zagen wollen wir durchs Leben gehen, O Gott, du König Israels, du ewig fester Segensfels (Gemeindepsalter)
- Fritz Pawelzik (1927–2015) Herr, ich werfe meine Freude wie Vögel an den Himmel (EG/NB 632)
- Imre Pécseli Király (um 1590 – um 1641) Du schöner Lebensbaum des Paradieses (Ungarisch: Paradicsomnak te szép élö fája in der deutschen Fassung von Vilmos Gyöngyösi) (EG 96)
- Pia Perkiö (* 1944) Hillige Geist, kumm un faat mi (finnische Vorlage der niederdeutschen Fassung) (EG/NB 556)
- Johannes Petzold (1912–1985) Besser als ich mich kenne (EG/Öst 605), Herr, unser Herrscher, wie herrlich bist du (EG 270), Wie die Träumenden werden wir sein (EG/West 633)
- Lothar Petzold (* 1938) Du gibst die Saat und auch die Ernte! (EG/HE 649), Gott gibt ein Fest und alle sollen kommen (EG/Wü 586), Herr, lehre uns, dass wir sterben müssen (EG 534), Stellst unsere Füße, Gott auf weiten Raum (MG 366), Wir glauben dich, Gott, als Mensch unter Menschen (EG/BT 591, EG/Öst 594)
- Johannes Pinsk (1891–1957) Fest soll mein Taufbund immer stehn (Strophen 2,3) (GL)
- Arno Pötzsch (1900–1956) Bleib bei uns, wenn der Tag entweicht (EG/Wü 542), Das Jahr geht hin (EG/West 551), Du gabst der Welt das Leben (EG/Wü 668), Du hast zu deinem Abendmahl (EG 224, MG 168), Du kannst nicht tiefer fallen (EG 533, MG 371), Es ist ein Wort ergangen (EG/BEP 586, EG/West 590), Herr Gott, gib uns das täglich Brot (EG/NB 633, EG/NEK 630), Ich steh an deinem Kreuz, Herr Christ (EG/West 556), Meinem Gott gehört die Welt (EG 408, MG 465), Mein Herz, was dir begegnen (MG 197), Nun ist vorbei die finstre Nacht (EG/HE 644), Singst Frieden auf Erden (EG/HE 541)
- Christoph Porsch (1652–1713)
- Anton Praetorius (1560–1613)
- Michael Praetorius (1571/72–1621) Wir danken dir, Herr Jesu Christ, dass du gen Himmel g’fahren bist (EG 121)
- Samuel Preiswerk (1799–1871) Die Sach ist dein, Herr Hesu Christ (MG 427)
- Johannes Pröger (1917–1992) Freu dich, Erd und Sternenzelt (Text der Strophen 3,4) (EG 47)
- Aurelius Prudentius Clemens (348–nach 405) Erd und Himmel sollen singen (lateinische Textvorlage der Strophen 1,2 für die deutsche Fassung von Paul Ernst Ruppel) (EG 499)
- Heinrich Puchta (1808–1858) Herr, die Erde ist gesegnet von dem Wohltun deiner Hand (EG 512, MG 464)

### Q
- Erhard Quack (1904–1983) Gottes Lamm Herr Jesu Christ (GL 161), Lob sei dem Herrn (GL 493)
- Caspar Querhamer O ewger Gott wir bitten dich (GL 307)

### R
- Johann Friedrich Raeder (1815–1872) Harre, meine Seele, harre des Herrn (EG/NB 593, MG 358)
- Joe Raile Komm, heilger Geist, mit deiner Kraft (Strophe 2) (MG 314)
- Johann Jakob Rambach (1693–1735) Der Herr ist gut, in dessen Dienst wir stehn (Strophen 1–4) (EG/Wü 631, MG 473), Ich bin getauft auf deinen Namen (EG 200, MG 161), Mein Schöpfer, steh mir bei (Textvorlage für die Fassung von Detlev Block) (EG/NB 565)
- Friedrich Heinrich Ranke (1798–1876) Herbei, o ihr Gläubigen (nach dem lateinischen Adeste fideles nach John Francis Wade) (EG 45, MG 257), Tochter Zion, freue dich (EG 13, MG 240)
- Hans-Martin Rauch Die Sonne geht auf: Christ ist erstanden! (EG/BT 556)
- Hedwig von Redern (1866–1935) Weiß ich den Weg auch nicht, du weißt ihn wohl (EG/NB 591, EG/West 650, MG 362)
- Adam Reusner (bzw. Reißner) (um 1496–1576/1582) In dich hab ich gehoffet, Herr (EG 275)
- Eleonore Fürstin Reuß (1835–1903) Das Jahr geht still zu Ende (EG 63), Ich bin durch die Welt gegangen (EG/BT 621)
- Karl Riedel (1827–1888) Kommet, ihr Hirten (nach älterer Textvorlage) (EG 48, MG 260)
- Franz Xaver Riedel (1738–1773) Deinem Heiland, deinem Lehrer, Nachdichtung des Lauda Sion (Gotteslob-Diözesanteile)
- Otto Riethmüller (1889–1938) Das Wort geht von dem Vater aus (nach Textvorlage von Thomas von Aquin) (EG 223), Der Morgenstern ist aufgedrungen (Strophen 2–4 nach Vorlage von Daniel Rumpius) (EG 69), Du Abglanz aller Herrlichkeiten (nach lateinischer Textvorlage von Ambrosius) (EG/BEP 669), Du Schöpfer aller Wesen (nach lateinischer Vorlage von Ambrosius) (EG 485), Ewig steht fest der Kirche Haus (nach Vorlage von Nikolai Frederik Severin Grundtvig) (EG/NEK 576), Herr, wir stehen Hand in Hand (EG/BEP 607, EG/NB 602, EG/Öst 595, EG/Wü 594), Nun gib uns Pilgern aus der Quelle (EG/Wü 579), Singen wir heute mit einem Mund (nach Vorlage von Michael Weiße) (EG 104), Sonne der Gerechtigkeit (Text nach Vorlagen von Christian David, Christian Gottlob Barth und Johann Christian Nehring) (ursprüngliche Fassung EG 263, ökumenische Fassung EG 262, GL 644, MG 492)
- Christoph Johannes Riggenbach (1818–1890) Danket Gott, denn er ist gut (EG 301, GL 227), Singt mit froher Stimm, Völker, jauchzet ihm (EG/West 681), Wie der Hirsch nach frischer Quelle (EG/West 617, EG/Wü 600, MG 74), Wir danken dir, o Vater, heut (EG/BEP 681)
- Martin Rinckart (1586–1649) Hilf uns, Herr, in allen Dingen (Textvorlage für spätere Bearbeitung) (EG/HE 647, EG/NEK 601), Nun danket alle Gott mit Herzen, Mund und Händen (EG 321, GL 266, MG 53)
- Bartholomäus Ringwaldt (um 1530–1599) Es ist gewisslich an der Zeit (Text nach älteren Vorlagen) (EG 149), Lobet den Herrn und dankt ihm seine Gaben (EG 460)
- Johann Rist (1607–1667) Auf, auf, ihr Christen alle (EG/BEP 542, EG/NB 536, EG/NEK 538, EG/West 536, EG/Wü 536), Brich an, du schönes Morgenlicht (EG 33), Hilf, Herr Jesu, lass gelingen (EG 61, MG 276), Man lobt dich in der Stille (EG 323), O Traurigkeit, o Herzeleid (Strophen 2–5) (EG 80, MG 292), Werde licht, du Stadt der Heiden (EG/BEP 553), Werde munter, mein Gemüte (EG 475)
- Gregor Ritzsch (1584–1643)
- Waldemar Rode (1903–1960) „Tröstet, tröstet“, spricht der Herr (EG 15, MG 247)
- Samuel Rodigast (1649–1708) Was Gott tut das ist wohlgetan (EG 372, GL 294, MG 360)
- Gerhard Röckle (1933–2022) Vater unser im Himmel (EG/NB 562)
- Walter Röder Bekehre uns, vergib die Sünde (GL 160)
- Heinrich Rohr (1902–1997) Singt, ihr Christen, singt dem Herrn (EG/Öst 576.4)
- Kurt Rommel (1926–2011) Bevor die Sonne singt (zusammen mit Christa Weiß) (EG 491, GL 702), Christus ist geboren! (EG/NEK 545), Du hast uns, Herr, gerufen, und darum sind wir hier (EG 168, GL 505, 514, MG 4), Ein Kind ist angekommen (EG/BEP 590, EG/BT 575, EG/HE 575, EG/West 595, MG 155), Gib uns Frieden jeden Tag (Strophen 2,3) (EG 425), Herr, gib mir Mut zum Brückenbauen (EG/BT 646/647, EG/HE 628, EG/NB 612, EG/West 669, EG/Wü 649, MG 480), Herr, gib uns Mut zum Hören auf das, was du uns sagst (EG/BT 588, EG/West 605, GL 521, MG 372), Ich rede, wenn ich schweigen sollte (EG/BEP 647, EG/HE 585, MG 395), Jesus hat die Kinder lieb (EG/NB 609, EG/Öst 639, EG/Wü 644), Lass uns in deinem Namen, Herr (EG/BT 634, EG/HE 614, EG/NEK 577, EG/West 658, MG 454), Singet, danket unserm Gott (EG/West 597, GL 277), Uns wird erzählt von Jesus Christ (EG 57, MG 268), Vom hohen Baum der Jahre (EG/Öst 658), Wir sitzen an gedeckten Tischen (EG/NEK 631), Wohin denn sollen wir gehen (EG/NEK 611)
- Kurt Rose (1908–1999) Aufgetan ist die Welt (EG/NB 567), Das wünsch ich sehr (EG/NB 608), Dies ist die Nacht der Engel (EG/NB 545), Du bist, Herr, mein Licht (EG/NB 575), Gottes Ruhetag nach dem Wunderwerk des Lichts (EG/NB 631), Ich gehöre dazu (EG/NB 599), Unser Leben sei ein Fest (Strophe 2) (EG/NB 557)
- Bernhard Rostock (1690–1759) Das Feld ist weiß (Masurische Textvorlage für die deutschen Fassungen von Wilhelm Orlando Gortzitza und Richard Abramowski) (EG 513)
- Johann Andreas Rothe (1688–1758) Ich habe nun den Grund gefunden (EG 354)
- Samuel Rothenberg (1910–1997) In Christus gilt nicht Ost noch West (Strophe 4) (EG/NB 573, MG 326)
- Friedrich Rückert (1788–1866) Dein König kommt in niedern Hüllen (EG 14)
- Johann Christoph Rube Der Herr bricht ein um Mitternacht (GL 567)
- Daniel Rumpius (1549 – um 1600) Der Morgenstern ist aufgedrungen (Strophen 2–4 bearb. v. Wilhelm Witzke und Otto Riethmüller) (EG 69)
- Johann Friedrich Ruopp (1672–1708) Erneure mich, o ewigs Licht (EG 390, MG 389)
- Paul Ernst Ruppel (1913–2006) Erd und Himmel sollen singen (Strophen 1,2) nach lateinischer Vorlage von Aurelius Prudentius Clemens) (EG 499)
- Günter Rutenborn (1912–1976) Das ist köstlich, dir zu sagen Lob und Preis! (nach ungarischer Vorlage von Mihály Sztárai) (EG 284)
- Martin Rutilius (bzw. Rüdel) (1551–1618) Ach Gott und Herr, wie groß und schwer (EG 233)

### S
- Joachim Sartorius (bzw. Schneider) (1548 – um 1600) Lobt Gott, den Herrn, ihr Heiden all (EG 293)
- Michael Sattler (1495–1527) Muss es nun gehn ans Scheiden (MG 148), Als Christus mit seiner wahren Lehr (MG 423)
- Lotte Sauer (oder Charlotte Sauer; 1898–1984) O Gott, dir sei Ehre (MG 57), Der Herr, mein Hirte, führte mich (MG 73)
- Herbert Schaal Was ihr dem geringsten Menschen (GL 619, MG 287)
- Daniel Schade (1601/10–1662/70)
- Martin Schalling (1532–1608) Herzlich lieb hab ich dich, o Herr (EG 397)
- Nikolas Schalz Nahe wollt der Herr uns sein (GL 617)
- Johann Scheffler (Angelus Silesius) (1624–1677) Gott, weil er groß ist, gibt am liebsten große Gaben (EG 411), Ich will dich lieben, meine Stärke (EG 400, GL 558, MG 435), Liebe, die du mich zum Bilde deiner Gottheit hast gemacht (EG 401, MG 444), Mir nach, spricht Christus, unser Held (EG 385, GL 616, MG 445), Morgenstern der finstern Nacht (GL 555), Wär Christus tausendmal geboren (EG/Öst 555)
- Christian Ludwig Scheidt (1709–1761) Aus Gnaden soll ich selig werden
- Johann Hermann Schein (1586–1630) Mach’s mit mir, Gott, nach deiner Güt (EG 525)
- Hartmann Schenck (1634–1681) Unsern Ausgang segne Gott (EG 163, MG 133)
- Renate Schiller (* 1941) Warum leiden viele Menschen (MG 294), Hilf, Herr, uns anzunehmen (MG 475)
- Michael Schirmer (1606–1673) Herr, Gott, du Herrscher aller Welt (Strophen 4–6) (EG/BEP 680, EG/Öst 663), Nun jauchzet, all ihr Frommen (EG 9, MG 242), O Heilger Geist, kehr bei uns ein (EG 130, MG 324)
- Helmut Schlegel (* 1943) Der Herr wird dich mit seiner Güte segnen (GL 452), Ich glaube dir, du Freund des Lebens (GL/LM 843), Glauben will ich, lebendiger Gott (GL/LM 844), Glauben können wie du (GL/LM 885)
- Johannes Schlick Tauet Himmel aus den Höhn (GL 104)
- Marie Schmalenbach (geborene Hoholt) (1835–1924) Brich herein, süßer Schein (EG/NB 643)
- Christoph von Schmid (1768–1854) Beim letzten Abendmahle (GL 537), Ihr Kinderlein, kommet (EG 43, MG 259)
- Kurt Schmid Bevor die Sonne sinkt (GL 702)
- Theo Schmid (1892–1978) Wir wollen fröhlich singen Gott, unserm lieben Herrn (EG 167)
- Johann Eusebius Schmidt
- Benjamin Schmolck (1672–1737) Herr, höre, Herr, erhöre (EG 423, MG 96), Hirte deiner Schafe (EG/Wü 670), Jesus soll die Losung sein (EG 62), Liebster Jesu, wir sind hier, deinem Worte nachzuleben (EG 206), Schmückt das Fest mit Maien (EG 135), Teures Wort aus Gottes Munde (EG/BEP 583), Tut mir auf die schöne Pforte (EG 166, MG 11), Weicht, ihr Berge, fallt, ihr Hügel (EG/BEP 634, EG/West 646)
- Cyriakus Schneegaß (1546–1597) In dir ist Freude in allem Leide (EG 398, MG 376)
- Martin Gotthard Schneider (1930–2017) Als Jesus auf die Erde kam (EG/BT 548), Danke für diesen guten Morgen (EG 334), Der Gottesdienst soll fröhlich sein (EG 169), Diesen Tag, Herr, leg ich zurück in deine Hände (EG/BEP 675, EG/Wü 671), Ein Kindlein liegt im armen Stall (EG/BT 547), Ein neuer Tag beginnt (EG/BEP 670, MG 204), Ein Schiff, das sich Gemeinde nennt (EG/BEP 609, EG/BT 589, EG/NB 572, EG/NEK 612, EG/West 604, EG/Wü 595), Eine freudige Nachricht breitet sich aus (EG/BEP 649, EG/NB 558, EG/Wü 580), Freut euch, wir sind Gottes Volk (EG/BEP 611), Heut war ein schöner Tag (EG/BEP 674, EG/BT 666, EG/HE 646, EG/Wü 672), So viel Freude hast du, Gott (EG/BEP 660), Zwischen Jericho und Jerusalem (EG/BEP 658, EG/NB 582)
- Johann Heinrich Schröder (1666–1699) Eins ist not! Ach, Herr, dies Eine (EG 386), Jesu, hilf siegen, du Fürste des Lebens (EG 373)
- Rudolf Alexander Schröder (1878–1962) Abend ward, bald kommt die Nacht (EG 487, MG 232), Deine Zeit und alle Zeit (MG 408), Es mag sein, dass alles fällt (EG 378, MG 432), Wer kann der Treu vergessen (EG/NEK 616, EG/Öst 638), Wir dienen, Herr, um keinen Lohn (EG/NEK 610, EG/Öst 622), Wir glauben Gott im höchsten Thron (EG 184, GL 276)
- Heino Schubert (1928–2018) Erbarme dich meiner, o Gott (GL 639)
- Johann Jakob Schütz (1640–1690) Sei Lob und Ehr dem höchsten Gut (EG 326, MG 60)
- Jan Willem Schulte Nordholt (1920–1995) Das Volk, das noch im Finstern wandelt (Textvorlage für die deutsche Fassung von Jürgen Henkys) (EG 20, MG 248)
- Otmar Schulz (1938–2023) Christus, das Licht der Welt (mit Sabine Leonhardt nach englischer Vorlage von Frederick Pratt Green) (EG 410), Du hast mich, Herr, zu dir gerufen (EG 210, MG 159), Herr, du hast sarum gebetet, dass wir alle eines sein (EG 267), O komm, o komm, du Morgenstern (nach englischer Vorlage von John Mason Neale) (EG 19), Wie oft will das Lob versiegen (MG 496)
- Walter Schulz (1925–2009) Christus ist König, jubelt laut (nach englischer Vorlage von George Kennedy Allan Bell) (EG 269, MG 22), Es wird sein in den letzten Tagen (EG 426), Gott liebt diese Welt (EG 409, GL 297, MG 434), Gott, unser Ursprung, Herr des Raums (mit Jürgen Henkys nach englischer Vorlage von George Utech) (EG 431)
- Joachim Schwarz (1930–1998) Ausgang und Eingang (EG 175, MG 135)
- Ämilie Juliane Reichsgräfin von Schwarzburg-Rudolstadt (geborene Gräfin zu Barby) (1637–1706) Bis hierher hat mich Gott gebracht (EG 329, MG 274), Wer weiß, wie nahe mir mein Ende (EG 530)
- Rolf Schweizer (1936–2016) Damit aus Fremden Freunde werden (EG/BEP 612, EG/BT 657, EG/HE 639, EG/Me 541, EG/NB 619, EG/Öst 644, EG/West 674, EG/Wü 657, MG 472)
- Otto von Schwerin (1616–1679) Die Sonn hat sich mit ihrem Glanz gewendet (Verfasserschaft fraglich) (EG 476), Jesus, meine Zuversicht (EG 526, MG 396)
- Joseph M. Scriven (1819–1886) Welch ein Freund ist unser Jesus (MG 106)
- Christian Scriver (1629–1693) Jesu, meiner Seele Leben (EG/BEP 631, MG 441), Der lieben Sonne Licht und Pracht (EG 479)
- Pete Seeger (1919–2014) We shall overcome (EG/NB 616)
- Caelius Sedulius († um 450)
- Uwe Seidel (1937–2007) Aus der Tiefe rufe ich zu dir (EG/NB 597, MG 350)
- Johann Georg Seidenbusch (1641–1729) Gegrüßet seist du, Königin (GL 573)
- Nikolaus Selnecker (1530–1592) Ach bleib bei uns, Herr Jesu Christ (Strophen 2–7) (EG 246, MG 329), Hilf, Helfer, hilf in Angst und Not (Textvorlage für die spätere Bearbeitung von Martin Moller) (EG/BT 625, EG/Öst 624), Lass mich dein sein und bleiben (EG 157, MG 97)
- Josef Seuffert (1926–2018) Jesus Christus, für uns als Mensch geboren (GL 522)
- Manfred Siebald (* 1948) Ein jeder trage die Last des anderen (MG 474), Friede, Friede, Friede sei mit dir (MG 487)
- Menno Simons (1496–1561) Friedensstifter wolln wir sein (MG 488)
- Joachim Slüter (um 1490–1532) Allein Gott in der Höh sei Ehr (Strophe 4) (EG 179, MG 24)
- Ernst Sonnemann (1630–1670) Auf Christi Himmelfahrt allein (Bearbeitung einer Textvorlage von Josua Wegelin) (EG 122)
- Cyriacus Spangenberg (1528–1604) Wir wollen alle fröhlich sein (Strophen 2–5 nach älterer Vorlage) (EG 100, GL 223, MG 306)
- Friedrich Spee von Langenfeld (1591–1635) Christus ist auferstanden (Strophe 1) (EG/BEP 564, EG/BT 555, EG/NB 550, EG/West 559, EG/Wü 549, MG 299), Die ganze Welt, Herr Jesu Christ (EG 110, GL 219), O Heiland reiß die Himmel auf (Strophen 1–6) (EG 7, GL 105, MG 244), O Traurigkeit, o Herzeleid (Strophe 1) (EG 80, GL 188, MG 292), Vom Himmel hoch, o Engel, kommt (EG/BT 542, EG/HE 538, EG/West 541), Zu Bethlehem geboren (EG 32, GL 140)
- Lazarus Spengler (1479–1534) Durch Adams Fall ist ganz verderbt
- Paul Speratus (1484–1551) Es ist das Heil uns kommen her (EG 342)
- Friedrich Spitta (1852–1924) Herr, nun selbst den Wagen halt (Bearbeitung einer Vorlage von Huldrych Zwingli) (EG 242), Im Frieden dein, o Herre mein (EG 222, GL 473, MG 172), Kommt her, des Königs Aufgebot (EG 259)
- Philipp Spitta (1801–1859) Bei dir, Jesu, will ich bleiben (EG 406, MG 426), Bleibt bei dem, der euretwillen auf die Erde niederkam (EG/BEP 689), Es kennt der Herr die Seinen (EG 358, MG 332), Freuet euch der schönen Erde (EG 510, MG 457), Geist des Glaubens, Geist der Stärke (EG 137), Ich und mein Haus, wir sind bereit (EG/BEP 600, EG/BT 581), Ich steh in meines Herren Hand (EG 374, MG 368), O komm, du Geist der Wahrheit (EG 136, MG 320)
- Johann Stapfer (1719–1801) Nun danket Gott, erhebt und preiset (Strophen 1,3,4,6) (EG 290)
- Wolfgang-Jürgen Stark
- Josua Stegmann (1588–1632) Ach bleib mit deiner Gnade (EG 347, MG 149)
- Siegbert Stehmann (1912–1945)
- Edith Stein (1891–1942) Erhör o Gott mein Flehen (GL 302)
- Paulus Stein (1931–1993) Erd und Himmel sollen singen (Strophe 3) (EG 499), Singet dem Herrn ein neues Lied (Strophen 2–4) (EG 287, GL 273)
- Petronia Steiner Wir weihn der Erde Gaben (GL 480), Gottheit tief verborgen (GL 546)
- Johann Steurlein
- Hans Christensen Sthen (um 1540–1610) Des Tages Glanz erloschen ist (dänische Vorlage zur späteren Bearbeitung von Wilhelm Thomas) (EG/NB 636)
- Ewald Rudolf Stier (1800–1862) Licht, das in die Welt gekommen (MG 451)
- Heinrich Arnold Stockfleth (1643–1708)
- Christian von Stökken (Stöcken) (1633–1684) Herr, wenn das Wasser uns bedroht (zur späteren Bearbeitung von Detlev Block) (EG/NB 639)
- Kaspar Stolzhagen (1550–1594) Heut triumphieret Gottes Sohn (Verfasserschaft fraglich) (EG 109)
- Samuel John Stone (1839–1900) Die Kirche steht gegründet allein auf Jesus Christ (englischer Originaltext, Vorlage für die deutsche Fassung von Anna Thekla von Weling) (EG 264)
- Peter Strauch (* 1943) Jesus, wir sehen auf dich (MG 411), Herr, wir bitten: komm und segne uns (EG/NB 561, MG 152), Meine Zeit steht in deinen Händen (MG 365)
- Viktor von Strauß und Torney (1809–1899) Ach komm, füll unsre Seelen ganz (EG/BEP 656, EG/Wü 648), Des Jahres schöner Schmuck entweicht (EG/HE 648), Herr, vor dein Antlitz treten zwei (EG 238)
- Martin Striebel Bevor die Sonne sinkt (GL 702)
- Daniel Sudermann (1550– nach 1631) Es kommt ein Schiff geladen (Text nach älterer Vorlage) (EG 8, GL 114, MG 245)
- Jörg Swoboda (* 1947)
- Mihály Sztárai (um 1500–1575) Das ist köstlich, dir zu sagen Lob und Preis! (ungarische Textvorlage für die deutsche Fassung von Günter Rutenborn) (EG 284)

### T
- Heino Tangermann
- Gerhard Tersteegen (1697–1769) Brunn alles Heils, dich ehren wir (EG 140, MG 64), Der Abend kommt, die Sonne sich verdecket (EG/HE 645), Gott ist gegenwärtig. Lasset uns anbeten (EG 165, MG 1), Gott rufet noch. Sollt ich nicht endlich hören? (EG 392), Ich bete an die Macht der Liebe (EG/BEP 651, EG/HE 617, EG/NEK 615, EG/West 661, EG/Wü 641, MG 41), Jauchzet ihr Himmel, frohlocket, ihr Engel, in Chören (EG 41, GL 144), Jesu, der du bist alleine Haupt und König der Gemeine (EG 252), Kommt, Kinder, lasst uns gehen (EG 393), Nun schläfet man (EG 480), Nun sich der Tag geendet (EG 481)
- Adam Thebesius (1596–1652) Du großer Schmerzensmann (EG 87)
- Theodulf von Orléans (750/60–821) Ruhm und Preis und Ehre sei dir (GL 197)
- Valentin Thilo (der Ältere, auch: Thiel) (1607–1662) Mit Ernst o Menschenkinder (Strophen 1–3) (EG 10, GL 113, MG 241)
- Thomas von Aquin (1224/25–1274) Adoro te devote (GL 546), Das Wort geht von dem Vater aus (lateinischer Hymnus Verbum supernum prodiens als Vorlage für die deutsche Fassung von Otto Riethmüller) (EG 223), Lauda Sion salvatorem (GL 545), Pange lingua gloriosi (GL 543), Tantum ergo (GL 540)
- Manuel Thomas (* 1940) Lob sei dem Herrn (GL 493)
- Georg Thurmair (1909–1984) Herr, ich bin dein Eigentum (Strophe 2) (EG/Öst 621), Nun singe Lob, du Christenheit (EG 265, GL 638), Nun lässest du, o Herr (EG/West 695, GL 660), O Licht der wunderbaren Nacht (EG/BT 559, GL 208), Sei gelobt Herr Jesus Christ (GL 540), Wir sind nur Gast auf Erden (EG/Öst 672, EG/Wü 681, GL 656)
- Maria Luise Thurmair (geborene Mumelter) (1912–2005) Dank sei dir, Herr, durch alle Zeiten (EG/West 557), Dank sei dir, Vater, für das ewge Leben (EG 227, GL 634), Den Herren will ich loben (EG/BT 604, GL 261), Der am Kreuze starb und uns Heil erwarb (EG 178.7), Der Geist des Herrn erfüllt das All (EG/West 566, EG/Wü 554, GL 249), Die Hirten hielten auf dem Feld (EG/BT 546), Die Weisen aus dem Morgenland (EG/West 553), Erfreue dich, Himmel, erfreue dich, Erden (Strophen 2–5) (EG/West 636, MG 86), Send uns deinen Geist, der uns beten heißt (EG 178.8), Tau aus Himmelshöhn, Heil, um das wir flehen (EG 178.6, GL 103)
- Charles Albert Tindley (1851–1933) We shall overcome (Textvorlage I'll overcome) (EG/NB 616)
- Paul Thymich (1656–1694)
- Gottfried Tollmann (1680–1766) Die Ernt ist nun zu Ende (EG 505)
- Dieter Trautwein (1928–2002) Am hellen Tag kam Jesu Geist (EG/BEP 569, EG/BT 566, EG/NB 554), Gottes Geist überrascht uns (MG 390), Jesus Christus, das Leben der Welt (EG/NB 605, MG 438), Komm, Herr, segne uns (EG 170, MG 136), Lass die Wurzel unsers Handelns Liebe sein (Strophe 2) (EG 417, MG 470), Solang es Menschen gibt auf Erden (GL 300), Weil Gott in tiefster Nacht erschienen (EG 56, MG 382), Wie der Hirsch lechzt nach frischem Wasser (EG 278), Wieder kommen wir zusammen (EG/Wü 567), Wort, das lebt und spricht (EG/West 592)
- Johannes Triebel (1903–1987) Herr, lass uns deiner Nähe inne werden (EG/NB 569)
- Valentin Triller (um 1493 – um 1573) Wir wollen fröhlich singen Gott, unserm lieben Herrn (Vorlage Strophe 1 für die Bearbeitung von Theo Schmid) (EG 167)

### U
- Caspar Ulenberg (1548–1617) Nun lobet Gott im hohen Thron (GL 265)
- Hans von Ussig
- George Utech (* 1931) Gott, unser Ursprung, Herr des Raums (englische Textvorlage für die deutsche Fassung von Walter Schulz und Jürgens Henkys) (EG 431)

### V
- Gerhard Valentin (1919–1975) Der Tag, mein Gott, ist nun vergangen (nach englischer Vorlage von John F. Ellerton) (EG 266, MG 220), Die Weisen sind gegangen (EG/West 548), Gottes Volk geht nicht allein (EG/HE 554), Herr deine Güte reicht so weit der Himmel ist (EG 277, GL 301), Lobt den Herrn, lobt den Herrn (EG/HE 573, EG/NB 538), Wie der Herr vor Zeiten mit den Jüngern saß (nach niederländischer Vorlage von Simon Jelsma) (EG/NEK 572)
- Christoph Bernhard Verspoell (1743–1818)
- Michael Vehe (1485–1539) In Gottes Namen fahren wir (GL 303)
- Conrad Vetter (1548–1622)
- Georg Vetter (1536–1599) Mit Freuden zart zu dieser Fahrt (EG 108)
- Wilhelm Vischer (1895–1988) Wie herrlich gibst du, Herr, dich zu erkennen (EG 271)
- Heinrich Vogel (1902–1989) Das ist mir lieb, dass du mich hörst (EG 292), Gott ruft dich, priesterliche Schar (EG/HE 587), Nun werde still, du kleine Schar (EG/West 603, MG 175)
- Melchior Vulpius (Fuchs) (um 1570 – 1615) Christus, der ist mein Leben (Text nach älterer Vorlage) (EG 516, GL 662)

### W
- John Francis Wade (um 1711–1786) (Adeste fideles als Vorlage für die deutsche Fassung Herbei, o ihr Gläubigen von Friedrich Heinrich Ranke) (EG 45)
- Johann Walter (1496–1570) Allein auf Gottes Wort will ich mein Grund und Glauben bauen (EG 195), Herzlich tut mich erfreuen die liebe Sommerzeit (Strophen 1–8) (EG 148), Wach auf, wach auf, du deutsches Land (EG 145), Wach auf, wach auf, du unser Land (MG 495)
- Silja Walter (1919–2011) Eine große Stadt ersteht (GL 642)
- Friedrich Walz (1932–1984) Gott, gib Frieden (deutsche Übersetzung eines afrikanisch-amerikanischen Spirituals) (MG 505), Herr, gib du uns Augen, die den Nachbarn sehen (EG/BT 649), Hört, wen Jesus glücklich preist (zusammen mit Kurt Hoffmann) (EG/West 670), Komm, sag es allen weiter (EG 225), Kommt, wir teilen das Brot am Tisch des Herrn (EG/BT 579, EG/Öst 585, MG 164), Seht, die gute Zeit ist nah (EG 18, MG 235), Seht hin, er ist allein im Garten (EG 95, MG 286), Singt nun alle, singt mit uns, ihr Leute (EG/BT 549)
- Isaac Watts (1674–1748) Freue dich, Welt (deutsche Übersetzung des englischen Titels Joy to the World) (MG 250)
- Raymund Weber (* 1939), Gotteslob Nr. 82, 96, 188, 272, 459
- Josua Wegelin (1604–1640) Auf Christi Himmelfahrt allein (Vorlage für die Bearbeitung von Ernst Sonnemann) (EG 122)
- Christa Weiß (verheiratet Werner) (* 1925) Bevor die Sonne sinkt (zusammen mit Kurt Rommel) (EG 491, GL 702), Die ganze Welt hast du uns überlassen (EG 360, MG 388)
- Michael Weiße (wohl 1488–1534) Aus tiefer Not lasst uns zu Gott (EG 144), Begrabt den Leib in seine Gruft (Vorlage für die Bearbeitung von Friedrich Gottlieb Klopstock) (EG/HE 650), Christus der uns selig macht (nach älterer lateinischer Vorlage) (EG 77), Der Tag bricht an und zeiget sich (EG 438), Es geht daher des Tages Schein (EG 439), Gelobt sei Gott im höchsten Thron (EG 103, GL 218, MG 310), Gottes Sohn ist kommen (nach Menschenkind, merck eben, Böhmische Brüder) (EG 5), Nun legen wir den Leib ins Grab (Vorlage des Strophen 1–6 für die ökumenische Fassung 1978) (EG 520), O gläubig Herz gebenedei (EG 318), O hilf, Christe, Gottes Sohn (GL 181), O lieber Herre Jesu Christ (nach einer lateinischen Vorlage von Jan Hus) (EG 68), Singen wir heut mit einem Mund (EG 104)
- Georg Weissel (1590–1635) Er ist die rechte Freudensonn (MG 234), Macht hoch die Tür, die Tor macht weit (EG 1, GL 107, MG 233), O Tod, wo ist dein Stachel nun (EG 113), Such, wer da will, ein ander Ziel (EG 346, MG 449)
- Anna Thekla von Weling (1837–1900) Die Kirche steht gegründet allein auf Jesus Christ (Text nach englischer Vorlage von Samuel J. Stone) (EG 264)
- Georg Werner (1589–1643) Der du, Herr Jesu, Ruh und Rast in deinem Grab gehalten (nach lateinischer Vorlage) (EG/NEK 549), Freut euch, ihr Christen alle (EG 129)
- Theodor Werner (1892–1973) Bleib bei mir, Herr! Der Abend bricht herein (nach Vorlage von Henri Francis Lyte) (EG 488, MG 221), Dir, Herr, sei Lob und Ehre (EG/NEK 658), Dir, Vater, der du ewig bist (EG/NEK 659), Gott, dir sei Preis und Ehre (EG/NEK 660)
- Jürgen Werth (* 1951) Wie ein Fest nach langer Trauer (MG 491)
- Charles Wesley (1707–1788)
- Traugott Wettach
- Rudolf Otto Wiemer (1905–1997) Jeder Schritt auf dieser Erde (MG 502/503)
- Wilhelm II., Herzog von Sachsen-Weimar (1598–1662) Herr Jesu Christ, dich zu uns wend (Strophen 1–3, Verfasserschaft unsicher) (EG 155, FL 87, GL 147)
- Wilhelm Willms (1930–2002) Der Himmel geht über allen auf (EG/NB 588), Wir schlugen ihn (GL 184), Wir teilen die Äpfel aus (MG 499)
- Wipo („von Burgund“; = Wigbert von Burgund?) (um 995 – um 1050) Christ lag in Todesbanden (lateinische Vorlage für die deutsche Fassung von Martin Luther) (EG 101), Victimae paschalis laudes (GL 215)
- Jan Wit (1914–1980) Gott hat das erste Wort (niederländische Vorlage für die deutsche Fassung von Markus Jenny) (EG 199, MG 407)
- Peter van Woerden (1924–1990) Lasst uns miteinander (MG 6)
- Fritz Woike (1890–1962) Wir bringen, Gott, dies Kind zu dir (EG/NB 566)
- Maria Wolters (* 1910) Es ist für uns eine Zeit angekommen (Strophen 2–9) (EG/NB 543)
- Ernst Gottlieb Woltersdorf (1725–1761) Komm mein Herz in Jesu Leiden (Gemeinschaftsliederbuch 195, Gemeindelieder 125), Der Schuldbrief ist zerrissen (Gemeinschaftsliederbuch 290, Gemeindelieder 296)
- George Ratcliffe Woodward (1848–1934) Der schöne Ostertag (englische Übersetzung des niederländischen Textes von Joachim Frants Oudaen als Vorlage für die deutsche Fassung von Jürgen Henkys) (EG 117)
- Ehrhardt Friedrich Wunderlich (1830–1895) Näher, mein Gott, zu dir (deutsche Nachdichtung)

### X
—

### Y
—

### Z
- Christian Heinrich Zeller (1779–1860) Treuer Heiland (MG 12)
- Lothar Zenetti (1926–2019) Das Weizenkorn muss sterben (EG/HE 579, EG/Wü 585, GL 620), Einer ist unser Leben (EG/HE 552), Herr, mach die Kirche zum Werkzeug deines Friedens (EG/NB 615), Ich steh vor dir mit leeren Händen, Herr (nach niederländischer Vorlage von Huub Oosterhuis) (EG 382, GL 382), Segne dieses Kind und hilf uns, ihm zu helfen (EG/HE 574, EG/NEK 565, EG/Wü 581, GL 636, MG 154), Seht das Brot, das wir hier teilen (EG 226), Seht, der Stein ist weggerückt (EG/HE 551), Wir alle essen von einem Brot (EG/Öst 584, GL 539), Wir sind mitten im Leben zum Sterben bestimmt (EG/HE 651, EG/Wü 682, GL 655, MG 402)
- Philipp von Zesen (1619–1689) Die güldene Sonne bringt Leben und Wonne (EG 444, MG 203)
- Michael Ziegenspeck (1572–1645) Walts Gott, mein Werk ich lasse, (EKG/West 547)
- Alexander Ziegert (1935–2018) Dich lobt, mein Gott, was du gemacht, Nachdichtung des Sonnengesangs von Franz von Assisi, GL neu/HH 812
- Diethard Zils (* 1935) Abraham, Abraham, verlass dein Land und deinen Stamm! (nach niederländischer Vorlage von Hanna Lam) (EG 311), Kommt herbei, singt dem Herrn (EG/BEP 617, EG/BT 599, EG/West 577, EG/Wü 601), Lass uns den Weg der Gerechtigkeit gehn (gemeinsam mit Christoph Lehmann nach spanischer Vorlage von Maria Pilar Figuera López) (EG/HE 640, EG/West 675, EG/Wü 658, MG 490), Lobt und preist die herrlichen Taten des Herrn (EG 429), Sag ja zu mir wenn alles nein sagt (GL 165), Schalom, Schalom! Wo die Liebe wohnt (EG/HE 627), Singet dem Herrn ein neues Lied. Er ist in allem, was geschieht (EG/West 599), Wir haben Gottes Spuren festgestellt (nach französischer Vorlage von Michel Scouarnec) (EG/BEP 665, EG/West 648, EG/Wü 656, MG 406)
- Christian Renatus Graf von Zinzendorf (1727–1752)
- Nikolaus Ludwig Graf von Zinzendorf (1700–1760) Christi Blut und Gerechtigkeit (Vorlage der Strophen 2–5 für die Bearbeitung von Christian Gregor) (EG 350, EKG 273), Herr, dein Wort, die edle Gabe (Strophe 1) (EG 198, EKG/N 411, MG 337), Herr, der du einst gekommen bist (EG/HE 586), Herz und Herz vereint zusammen (Textvorlage für die Bearbeitung von Christian Gregor und Albert Knapp) (EG 251, EKG 217, MG 338), Jesu, geh voran (Vorlage für die Bearbeitung von Christian Gregor) (EG 391, EKG 274, MG 440), Wir wolln uns gerne wagen (EG 254)
- Alfred Hans Zoller (1928–2006) Stern über Bethlehem, zeig uns den Weg (EG/NB 544, MG 265)
- Georg Joachim Zollikofer (1730–1788) Lass mich, o Herr, in allen Dingen (EG 414), Nimm hin den Dank für deine Liebe (EG/BEP 595)
- Wolfgang Zorn (1929–2001) Mein Jesus, ich lieb’ dich, Bleibend ist deine Treu
- Johannes Zwick (etwa 1496–1542) All Morgen ist ganz frisch und neu (EG 440, EKG 336, GL 666, MG 195), Auf diesen Tag bedenken wir (Vorlage für die Bearbeitung von Friedrich Spitta) (EG/West 565, EG/Wü 552), Du höchstes Licht, ewiger Schein (EG 441, EKG 337, GL 557), Nun wolle Gott, dass unser Sang (EG/Öst 556)
- Huldrych Zwingli (1484–1531) Herr, nun selbst den Wagen halt (EG 242)